# 2009年の日本
2009年の日本（2009ねんのにほん）では、2009年（平成21年）の日本の出来事・流行・世相などについてまとめる。

## 他の紀年法
日本では、西暦の他にも以下の紀年法を使用している。なお、以下の紀年法は西暦と月日が一致している。
- 元号
  - 平成21年
- 神武天皇即位紀元
  - 皇紀2669年
- 干支
  - 己丑（つちのと うし）

## カレンダー
| 1月 |    |    |    |    |    |    |
| 日  | 月 | 火 | 水 | 木 | 金 | 土 |
|     |    |    |    | 1  | 2  | 3  |
| 4   | 5  | 6  | 7  | 8  | 9  | 10 |
| 11  | 12 | 13 | 14 | 15 | 16 | 17 |
| 18  | 19 | 20 | 21 | 22 | 23 | 24 |
| 25  | 26 | 27 | 28 | 29 | 30 | 31 |
|     |    |    |    |    |    |    |

| 2月 |    |    |    |    |    |    |
| 日  | 月 | 火 | 水 | 木 | 金 | 土 |
| 1   | 2  | 3  | 4  | 5  | 6  | 7  |
| 8   | 9  | 10 | 11 | 12 | 13 | 14 |
| 15  | 16 | 17 | 18 | 19 | 20 | 21 |
| 22  | 23 | 24 | 25 | 26 | 27 | 28 |
|     |    |    |    |    |    |    |

| 3月 |    |    |    |    |    |    |
| 日  | 月 | 火 | 水 | 木 | 金 | 土 |
| 1   | 2  | 3  | 4  | 5  | 6  | 7  |
| 8   | 9  | 10 | 11 | 12 | 13 | 14 |
| 15  | 16 | 17 | 18 | 19 | 20 | 21 |
| 22  | 23 | 24 | 25 | 26 | 27 | 28 |
| 29  | 30 | 31 |    |    |    |    |
|     |    |    |    |    |    |    |

| 4月 |    |    |    |    |    |    |
| 日  | 月 | 火 | 水 | 木 | 金 | 土 |
|     |    |    | 1  | 2  | 3  | 4  |
| 5   | 6  | 7  | 8  | 9  | 10 | 11 |
| 12  | 13 | 14 | 15 | 16 | 17 | 18 |
| 19  | 20 | 21 | 22 | 23 | 24 | 25 |
| 26  | 27 | 28 | 29 | 30 |    |    |
|     |    |    |    |    |    |    |

| 5月 |    |    |    |    |    |    |
| 日  | 月 | 火 | 水 | 木 | 金 | 土 |
|     |    |    |    |    | 1  | 2  |
| 3   | 4  | 5  | 6  | 7  | 8  | 9  |
| 10  | 11 | 12 | 13 | 14 | 15 | 16 |
| 17  | 18 | 19 | 20 | 21 | 22 | 23 |
| 24  | 25 | 26 | 27 | 28 | 29 | 30 |
| 31  |    |    |    |    |    |    |
|     |    |    |    |    |    |    |

| 6月 |    |    |    |    |    |    |
| 日  | 月 | 火 | 水 | 木 | 金 | 土 |
|     | 1  | 2  | 3  | 4  | 5  | 6  |
| 7   | 8  | 9  | 10 | 11 | 12 | 13 |
| 14  | 15 | 16 | 17 | 18 | 19 | 20 |
| 21  | 22 | 23 | 24 | 25 | 26 | 27 |
| 28  | 29 | 30 |    |    |    |    |
|     |    |    |    |    |    |    |

| 7月 |    |    |    |    |    |    |
| 日  | 月 | 火 | 水 | 木 | 金 | 土 |
|     |    |    | 1  | 2  | 3  | 4  |
| 5   | 6  | 7  | 8  | 9  | 10 | 11 |
| 12  | 13 | 14 | 15 | 16 | 17 | 18 |
| 19  | 20 | 21 | 22 | 23 | 24 | 25 |
| 26  | 27 | 28 | 29 | 30 | 31 |    |
|     |    |    |    |    |    |    |

| 8月 |    |    |    |    |    |    |
| 日  | 月 | 火 | 水 | 木 | 金 | 土 |
|     |    |    |    |    |    | 1  |
| 2   | 3  | 4  | 5  | 6  | 7  | 8  |
| 9   | 10 | 11 | 12 | 13 | 14 | 15 |
| 16  | 17 | 18 | 19 | 20 | 21 | 22 |
| 23  | 24 | 25 | 26 | 27 | 28 | 29 |
| 30  | 31 |    |    |    |    |    |
|     |    |    |    |    |    |    |

| 9月 |    |    |    |    |    |    |
| 日  | 月 | 火 | 水 | 木 | 金 | 土 |
|     |    | 1  | 2  | 3  | 4  | 5  |
| 6   | 7  | 8  | 9  | 10 | 11 | 12 |
| 13  | 14 | 15 | 16 | 17 | 18 | 19 |
| 20  | 21 | 22 | 23 | 24 | 25 | 26 |
| 27  | 28 | 29 | 30 |    |    |    |
|     |    |    |    |    |    |    |

| 10月 |    |    |    |    |    |    |
| 日   | 月 | 火 | 水 | 木 | 金 | 土 |
|      |    |    |    | 1  | 2  | 3  |
| 4    | 5  | 6  | 7  | 8  | 9  | 10 |
| 11   | 12 | 13 | 14 | 15 | 16 | 17 |
| 18   | 19 | 20 | 21 | 22 | 23 | 24 |
| 25   | 26 | 27 | 28 | 29 | 30 | 31 |
|      |    |    |    |    |    |    |

| 11月 |    |    |    |    |    |    |
| 日   | 月 | 火 | 水 | 木 | 金 | 土 |
| 1    | 2  | 3  | 4  | 5  | 6  | 7  |
| 8    | 9  | 10 | 11 | 12 | 13 | 14 |
| 15   | 16 | 17 | 18 | 19 | 20 | 21 |
| 22   | 23 | 24 | 25 | 26 | 27 | 28 |
| 29   | 30 |    |    |    |    |    |
|      |    |    |    |    |    |    |

| 12月 |    |    |    |    |    |    |
| 日   | 月 | 火 | 水 | 木 | 金 | 土 |
|      |    | 1  | 2  | 3  | 4  | 5  |
| 6    | 7  | 8  | 9  | 10 | 11 | 12 |
| 13   | 14 | 15 | 16 | 17 | 18 | 19 |
| 20   | 21 | 22 | 23 | 24 | 25 | 26 |
| 27   | 28 | 29 | 30 | 31 |    |    |
|      |    |    |    |    |    |    |

## 在職者
- 天皇: 明仁
- 内閣総理大臣: 麻生太郎（自由民主党）、9月16日より鳩山由紀夫(民主党)
- 内閣官房長官: 河村建夫（自由民主党）、9月16日より平野博文(民主党)
- 最高裁判所長官: 竹﨑博允
- 衆議院議長: 7月21日まで河野洋平（自由民主党）、9月16日より横路孝弘(民主党)
- 参議院議長: 江田五月(民主党)
- 国会: 第171回 （常会, 1月5日-7月21日）、第172回 (特別会, 9月16日-9月19日)、第173回 (臨時会, 10月26日-12月4日)

## 世相
- 第45回衆議院議員総選挙において、民主党が308議席を獲得する歴史的大勝を収め政権交代を果たした。
- 若者の恋愛事情（積極度など）を表す言葉として、草食系（男子）が流行語となる。また、対する言葉として肉食系女子もよく使用された。
- TBS系列で放映されたテレビアニメ『けいおん!』がヒットしたほか、村上春樹の小説『1Q84』が話題を呼び、大ベストセラーとなった。

### 2009年の流行語
「政権交代」（鳩山由紀夫）が新語・流行語大賞の年間大賞を受賞した（その他の受賞語は後節「#流行語」も参照）。

### 2009年の漢字
「新」…「新」型インフルエンザの流行、民主党「新」政権、イチロー「新」記録など。

### 周年
- 1月8日 - 平成改元20周年。
- 1月10日 - NHK教育開局50周年。
- 1月17日 - 大阪国際空港開港70周年。
- 1月18日 - 東大安田講堂事件から40年。
- 1月25日 - 岸和田中学生虐待事件から5年。
- 1月26日 - モンチッチ誕生35周年。
- 1月31日
  - 茨城女子大生殺害事件発生から5年。
  - 毎日新聞社長監禁事件発生から5年。
- 2月1日
  - テレビ朝日開局50周年。
  - プリキュアシリーズ放送開始5周年。
- 2月19日 - イージス艦衝突事故発生から1年。
- 3月1日 - フジテレビ開局50周年。
- 3月13日 - 九州新幹線開業5周年。
- 3月17日 - 安室奈美恵実母殺害事件から10年。
- 3月25日 - 岡山駅突き落とし事件発生から1年。
- 4月1日
  - 東京メトロ創立5周年。
  - 成田国際空港株式会社創立5周年。
  - NHK大阪放送局教育テレビジョン開局50周年。
- 4月6日 - ひょっこりひょうたん島放送45周年。
- 4月12日 - テレビ東京開局45周年。
- 4月14日 - 光市母子殺害事件から10年。
- 4月21日 - 任天堂「ゲームボーイ」発売開始20周年。
- 4月26日 - 中華航空140便墜落事故から15年。
- 5月15日 - 東京都江東区豊洲のセブンイレブン日本1号店の開店35周年。
- 5月26日 - 東名高速道路全線開通から40周年。
- 5月30日 - 電子掲示板「2ちゃんねる（現・5ちゃんねる）開設10周年。
- 6月1日
  - 佐世保小6女児同級生殺害事件から5年。
  - 近畿日本鉄道（近鉄）設立65周年。
- 6月2日 - ユニクロ1号店開店25周年。
- 6月8日 - 秋葉原通り魔事件発生から1年。
- 6月13日 - プロ野球再編問題から5年。
- 6月14日 - 岩手・宮城内陸地震発生から1年。
- 6月16日 - 新潟地震から45年。
- 6月27日 - 松本サリン事件から15年。
- 7月13日 - 平成16年7月新潟・福島豪雨発生から5年。
- 7月15日 - ニッポン放送開局55周年。
- 7月20日 - 湖西線開業35周年。
- 7月22日 - 八王子通り魔事件発生から1年。
- 7月23日 - 全日空61便ハイジャック事件から10年。
- 7月24日 - 岩手県沿岸北部地震発生から1年。
- 8月1日 - 箱根 彫刻の森美術館開館40周年。
- 8月4日 - TBSの「水戸黄門」放送40周年。
- 8月13日 - 沖国大米軍ヘリ墜落事件から5年。
- 9月3日 - 津山小3女児殺害事件から5年。
- 9月4日 - 関西国際空港開港15周年。
- 9月8日 - 池袋通り魔殺人事件から10年。
- 9月9日 - 豊明母子4人殺害事件から5年。
- 9月11日 - 栃木兄弟誘拐殺人事件から5年。
- 9月13日 - 金沢市夫婦強盗殺人事件から5年。
- 9月17日 - 東京モノレール開業45周年。
- 9月21日 - 大牟田4人殺害事件から5年。
- 9月27日 - 横浜ベイブリッジ開通20周年。
- 9月29日 - 下関通り魔殺人事件から10年。
- 9月30日 - 東海村JCO臨界事故から10年。
- 10月1日
  - 東海道新幹線開業45周年。
  - 大阪個室ビデオ店放火事件発生から1年。
- 10月3日 - 日本テレビのバラエティ『ダウンタウンのガキの使いやあらへんで!!』放送開始20周年。
- 10月5日
  - フジテレビのアニメ『サザエさん』放送開始40周年。
  - 廿日市女子高生殺害事件から5年。
- 10月9日 - 幕張メッセ開場20周年。
- 10月10日 - 東京オリンピック開催45周年。
- 10月20日 - アニメ『ONE PIECE』放送開始10周年。
- 10月23日 - 新潟県中越地震と上越新幹線脱線事故から5年。
- 10月26日 - 桶川ストーカー殺人事件から10年。
- 10月25日 - コアラが来日して25周年。
- 11月1日 - ハローキティ誕生35周年。
- 11月4日 - 坂本弁護士一家殺害事件発生から20年。
- 11月17日 - 奈良小1女児殺害事件から5年。
- 11月22日 - 文京区幼女殺人事件から10年。
- 11月28日 - 東名高速飲酒運転事故から10年。
- 12月1日 - 東京国際空港国内線第2旅客ターミナル開館5周年。
- 12月2日 - ニンテンドーDS発売5周年。
- 12月3日 - SCE「PlayStation（PS）発売から15周年。
- 12月6日 - Osaka Metro堺筋線（開業当時は大阪市営地下鉄）開業40周年。
- 12月21日 - 京都小学生殺害事件から10年。

## できごと

### 1月
- 1月1日
  - 八戸地域大規模断水事故。青森県八戸市を中心とする7市町で、導水管破裂により9万3千世帯が断水、三村申吾青森県知事が陸上自衛隊に災害派遣を要請[a 1]。最長6日まで断水が続く[a 2]。
  - 閏秒を導入。世界時で23時59分60秒を挿入。日本では8時59分59秒と9時00分00秒の間に8時59分60秒として挿入。3年ぶりの挿入で通算24回目。
- 1月3日 - 北九州市八幡西区で永田寿康元民主党衆議院議員が飛び降り自殺[a 3]。
- 1月5日
  - 第171回国会召集[a 4]。
  - 株券電子化完了[a 5]。
- 1月7日 - アフリカ・エチオピアで2008年9月に誘拐され、ソマリアに拉致されていた国際医療支援団体「世界の医療団」所属の長崎大学大学院生が無事解放され[a 6]、1月13日に帰国[a 7]。
- 1月8日 - エクセルシャノン・三協立山アルミ・新日軽・PSJ・H.R.D SINGAPOREの5社が、防火窓の性能試験で偽装工作し、不正に国土交通大臣の認定を受けていたと国土交通省が発表[a 8]。
- 1月10日 - 青森県階上町の青森朝日放送八戸中継局で14時頃から悪天候の影響でテレビ電波の発信が停止。八戸市、十和田市など約16万2千世帯で同局のデジタル放送、アナログ放送ともに視聴不可となる[a 9]。約11時間後に復旧[a 10]。
- 1月11日 - 大阪府警察生野警察署、2008年11月24日に大阪市生野区においてタクシー運転手を刺殺した容疑で同区在住の50歳の無職の男を逮捕[a 11]。
- 1月12日 - 京都府警察捜査2課、八幡市の副市長を職員採用に絡む収賄容疑で逮捕[a 12]。
- 1月13日
  - 自由民主党渡辺喜美元行政改革担当大臣、同党執行部に離党届を提出して受理される[a 13]。1月16日、江田憲司衆議院議員らと新しい政策集団「国民運動体」（結成時の仮称、5月に「国民運動体 日本の夜明け」へ改称。）の結成を発表[a 14]。
  - 岐阜地方裁判所、2005年2月27日に岐阜県中津川市で家族5人を殺害、1人に重傷を負わせた被告人に対して無期懲役判決[a 15]。
- 1月14日
  - 河村建夫内閣官房長官、衆議院本会議で第2次補正予算案採決を棄権した松浪健太内閣府政務官からの辞表を受理せず罷免、後任として岡本芳郎衆議院総務委員会理事を指名[a 16]。
  - 東京都文京区の中央大学後楽園キャンパス内において同大学理工学部の大学教授が刺殺されているのが発見される[a 17]。（中央大学教授刺殺事件）
  - 東京地検特別捜査部、西松建設元副社長ら4人を、東南アジアの現地法人などから税関を通さず組織的に裏金を日本国内に持ち込んだ外為法（外国為替及び外国貿易法）違反容疑で逮捕[a 18]。
- 1月16日 - 国立感染症研究所、流行中のAソ連型インフルエンザウイルスに治療薬であるタミフル（オセルタミビル）が効かない薬剤耐性ウイルスが97%を占めることを発表[a 19]
- 1月17日 - 東京都町田市の鶴川サナトリウム病院で、インフルエンザ院内感染が発生。1月3日からこの日までに100人以上に感染、3人が死亡[a 20]。
- 1月18日 - 世界最初の温室効果ガス観測技術衛星「いぶき」など人工衛星計8基搭載したH-IIAロケット15号機、種子島宇宙センターから打ち上げ成功[a 21][a 22][a 23]。
- 1月21日 - 「ジュエリーマキ」などを経営する三貴、東京地方裁判所に民事再生法適用を申請。負債総額、117億円[a 24]。
- 1月23日
  - 大分市の南日本造船で桟橋が落下、2名が死亡する事故。同社が過重を把握せず桟橋を使用していた疑いから、大分県警察が業務上過失致死容疑で捜査[a 25]。
  - H-IIAロケット15号機打ち上げ。温室効果ガス観測技術衛星「いぶき」、雷観測衛星まいど1号など6衛星の分離に成功[a 26]。
  - 東京地方裁判所で、被害者参加制度に基づいて1件は被害者が被告人質問、もう1件は遺族が求刑や量刑に意見を述べる形で公判に初参加[a 27]。
- 1月25日
  - 岐阜県知事選挙で、現職の古田肇が再選[a 28]。
  - 山形県知事選挙で、民主党を始め野党が支援する新人候補・吉村美栄子が当選、現職知事の再選を阻む[a 29]。
- 1月27日 - 知的財産高等裁判所、番組をインターネット経由で転送して海外で視聴可能にするサービスは、著作権法に違反するとしてNHKおよび民放9社が日本デジタル家電を訴えた裁判で、1審判決を破棄、テレビ局各局の訴えを退ける判決[b 1]。
- 1月29日
  - 北海道の地場大手百貨店、丸井今井が札幌地方裁判所に民事再生法の適用を申請。負債総額は約502億円[a 30]。
  - 西川善文日本郵政社長、かんぽの宿のオリックス不動産への売却の事実上の凍結を表明[b 2]。
- 1月30日 - 東京地方裁判所、西武鉄道株式の偽装問題で、堤義明元会長ら被告に対し、原告のゆうちょ銀行など機関投資家へ計約19億2400万円の損害賠償支払いを命じる判決[a 31]。

### 2月

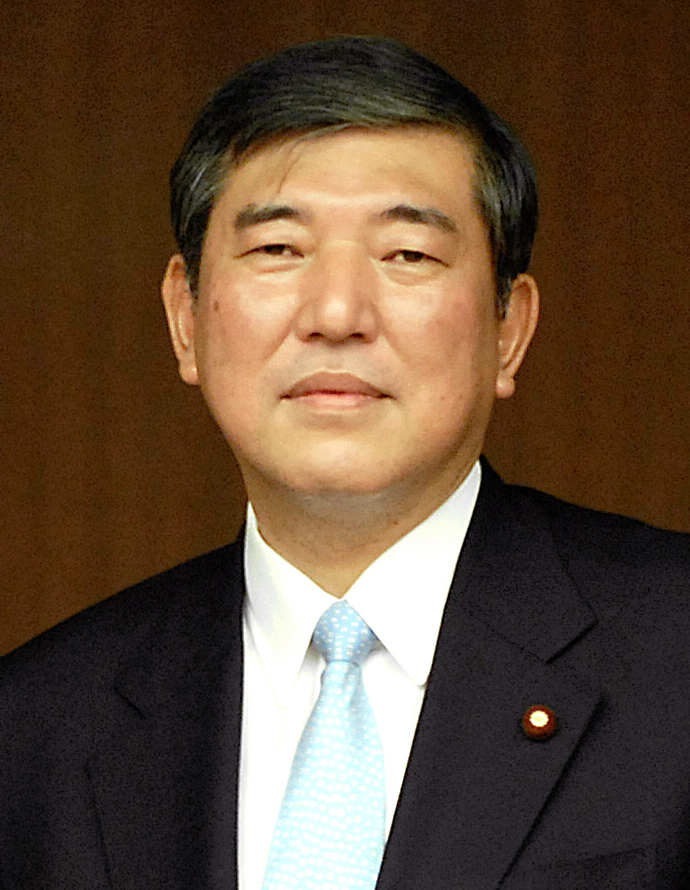
石破茂（2007年11月8日）

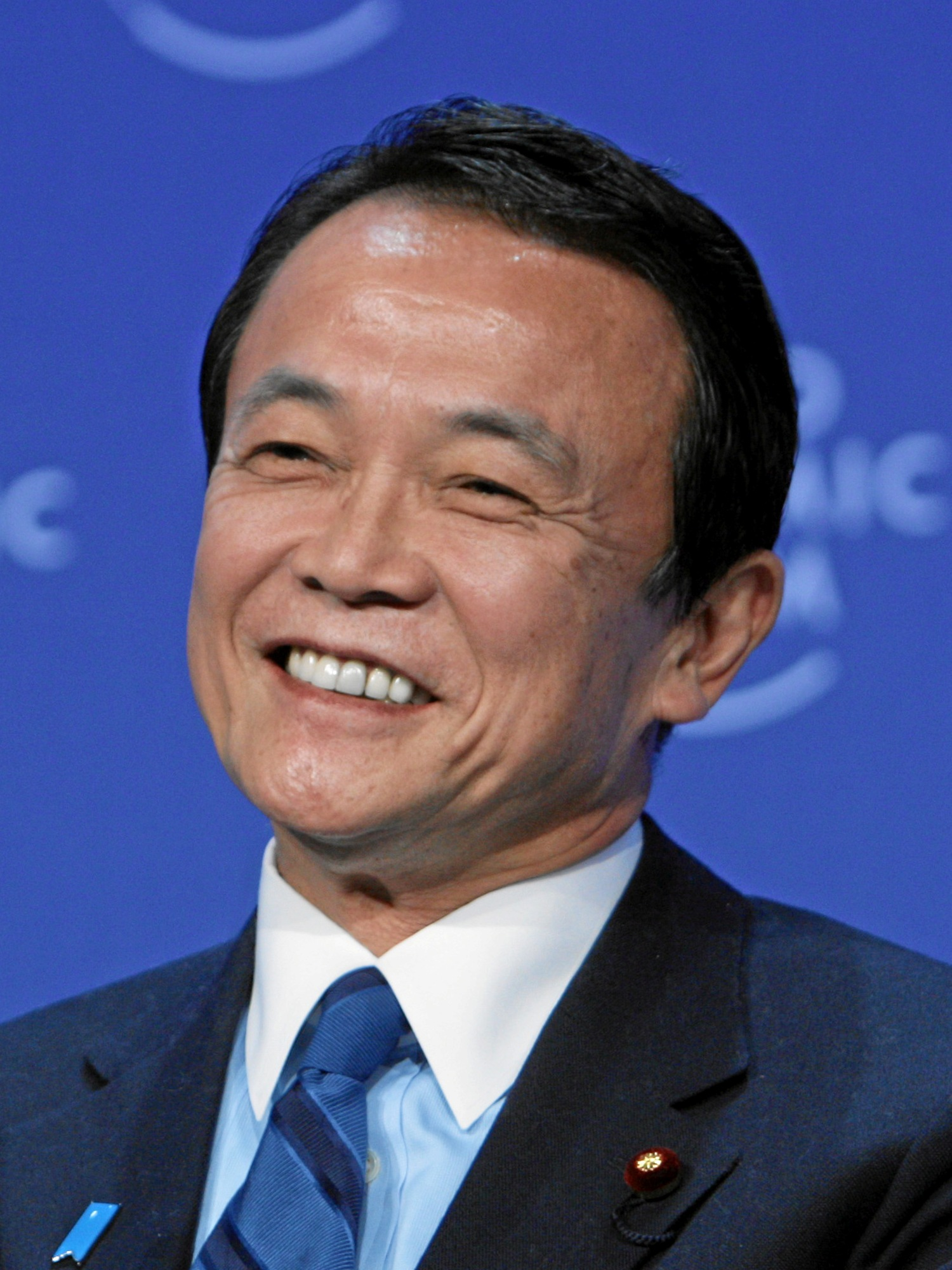
麻生太郎（2009年1月31日）

- 2月1日 - 鹿児島市の桜島が小規模噴火。翌日、福岡管区気象台が警戒レベルを入山規制に引き上げる[a 32]。
- 2月2日 - 午前1時51分頃、群馬県と長野県の県境にある浅間山が噴火。噴煙は約2000m上空まで達し、関東地方でも火山灰を確認[a 33]。
- 2月5日 - 紀勢自動車道の奥伊勢PAが開業。
- 2月7日 - 紀勢自動車道の大宮大台ICから紀勢大内山IC間が開通。
- 2月9日 - 東京地方検察庁特別捜査部、大手ゼネコン「鹿島建設」の裏金を大分市のコンサルティング会社「大光」の企業グループが受領、脱税した法人税法違反容疑で、大阪市の「浪速コンサルタント」の社長ら5名を逮捕[a 34]。
- 2月10日 - 大阪府警察本部・福岡県警察本部・熊本県警察本部の三者合同捜査本部、2008年9月に発生した三笠フーズによる『事故米不正転売事件』で、三笠フーズ等を不正競争防止法違反で摘発、三笠フーズ社長ら5名を逮捕[a 35]。
- 2月14日 - 南から流れ込んだ暖かい空気に強い日差しが加わって2002年以来の全国的に気温が上昇。静岡県静岡市清水区で26.8度、神奈川県小田原市で26.1度、石川県金沢市で26.1度など、全国105ヵ所の観測地点で2月の最高気温を更新[a 36]。
- 2月17日 - 2月14日にイタリアのローマで開催されたG7の財務大臣・中央銀行総裁会議後の会見に意識もうろうの状態で出席した問題で、中川昭一財務金融担当大臣が辞表を提出し受理される。経済財政担当大臣の与謝野馨が、財務大臣と金融担当大臣を兼任[a 37]。

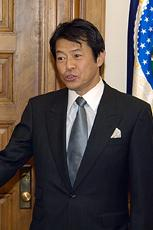
中川昭一 （2006年1月）
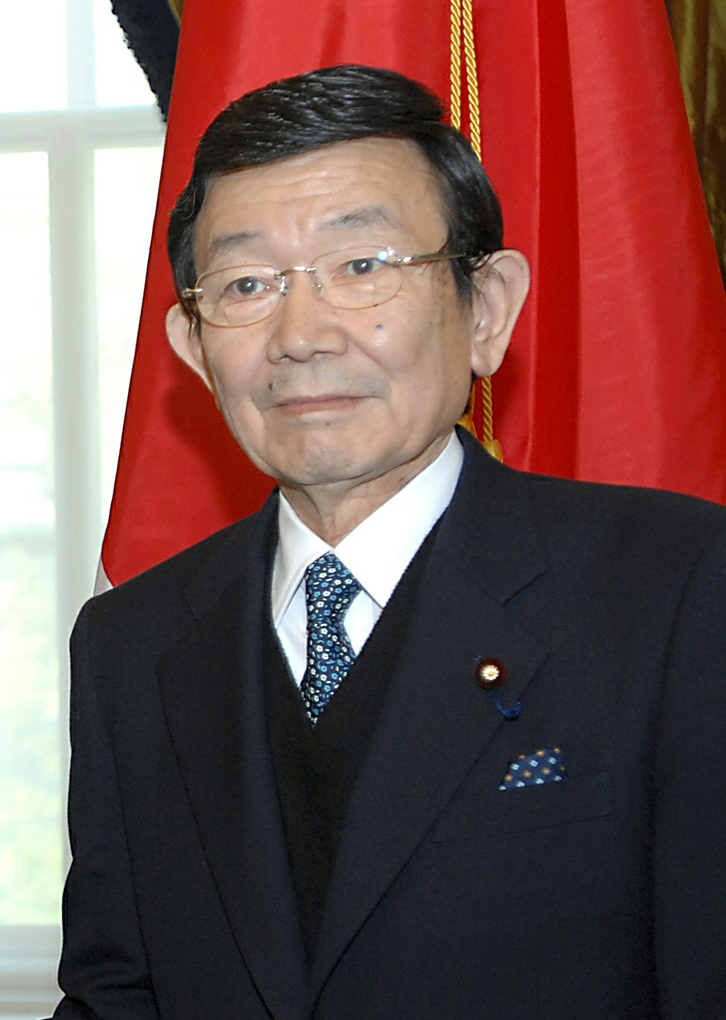
与謝野馨 （2009年4月24日）

- 2月18日 - 名古屋地方検察庁特別捜査部は、愛知県西尾市の中村晃毅市長を、人材派遣業者に便宜を図るよう依頼され見返りに600万円を受け取ったとして、受託収賄の容疑で逮捕した[a 38]。
- 2月22日 - ロサンゼルス（太平洋標準時（現地時間）22日）、映画『おくりびと』が第81回アカデミー賞最優秀外国語映画賞に選ばれる。日本映画が同賞に選ばれるのは、同賞が名誉賞扱いであった1955年に『宮本武蔵』が受賞して以来54年ぶり、独立した賞となってからは初。またアカデミー短編アニメ賞に『つみきのいえ』が選ばれ、日本作品がダブル受賞[a 39]。
- 2月26日 - コンビニエンスストア大手ローソン、am/pmの子会社化について親会社のレックス・ホールディングスと合意。3月下旬から4月上旬に株式を取得[a 40]。
- 2月27日 - 5時35分頃、三重県津市の近鉄大阪線東青山駅構内で名張発伊勢中川行普通電車（2両編成）が脱線。事故原因は同日未明に架線作業車両を使用した際の手動ポイントの切り替えミス。この事故で青山町駅 - 伊勢中川駅間が終日運休となり、翌28日に復旧した[a 41]。
- 2月28日 - 南日本新聞・琉球新報・沖縄タイムスが夕刊の発行を終了。朝刊単独紙に移行。

### 3月
- 3月1日 - JR九州が、福岡都市圏・北九州都市圏各駅に、ICカード式乗車券定期券システム「SUGOCA」を導入[a 42]。
- 3月3日 - 東京地方検察庁特別捜査部、準大手ゼネコンの西松建設による政界トンネル政治献金疑惑で、民主党小沢一郎代表の第一公設秘書、西松建設前社長らを、政治資金規正法違反容疑で逮捕[a 43]。
- 3月4日 - 総額2兆円の定額給付金の財源裏付けとなる平成20年度第二次補正予算執行関連法案、参議院本会議にて否決の後、衆議院本会議において自由民主党と公明党の3分の2の賛成により再議決され成立。採決において与党側のうち小泉純一郎が欠席届を提出の上、欠席。小野次郎が直前の退席で採決を棄権[a 44]。
- 3月7日 - 福岡市交通局はICカード乗車券「はやかけん」を導入。
- 3月10日
  - 午前5時22分頃に、鹿児島市の桜島が爆発的噴火を起こし、昭和火口から南約2キロ、集落の手前約500メートルの2合目地点に大きさ1メートル超の噴石が飛散[a 45]。
  - 日経平均株価の終値が7054円98銭。バブル崩壊後の最安値を更新。
- 3月11日 - 将棋の中原誠十六世永世名人が3月31日付での現役引退、2017年まで日本将棋連盟名誉棋士会長を務める傍ら、将棋評論家として活動することを発表[b 3]。
- 3月13日
  - 政府、海賊対策のため、自衛隊法に基づく海上警備行動で海上自衛隊をソマリア沖へ派遣することを決定[b 4]。
  - 損害保険ジャパンと日本興亜損害保険、共同で持ち株会社を設立、2010年4月に経営統合することを発表[a 46]。
  - 法務省東京入国管理局、15年に渡って不法滞在していたフィリピン人夫妻と、日本生まれの13歳の娘（カルデロン一家）について、娘に在留特別許可を与える一方、夫妻は娘の生活環境整備のため仮放免1か月の後、フィリピンへ強制送還することを決定[a 47]。
  - 寝台特急「はやぶさ」・「富士」が翌日のJRグループダイヤ改正に伴い、この日発車の列車を以て廃止[a 48]。九州発着の寝台特急が消滅。急行「つやま」もこの日の運行を最後に廃止となり、JRグループの昼行急行列車が消滅。
- 3月14日
  - JR7社が一斉にダイヤ改正を実施。
    - JR東日本の首都圏、仙台圏のSuicaエリアの拡大。
    - JR北海道のIC乗車券「Kitaca」とSuicaの相互利用を開始。

  - 鳥取自動車道の智頭ICから河原IC間が開通。

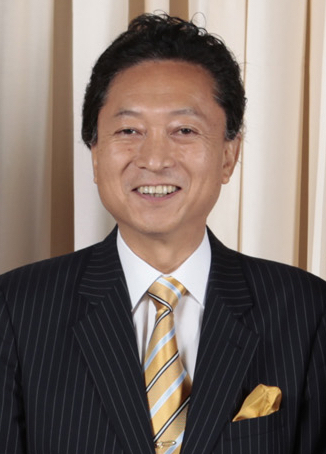
鳩山由紀夫（2009年9月）

- 3月16日 - 2007年11月、香川県坂出市で発生した坂出3人殺害事件判決公判で高松地方裁判所は被告人に対して求刑通り死刑判決を言い渡した[a 49]。
- 3月18日
  - 2007年8月に発生した闇サイト殺人事件で、強盗殺人罪などに問われた被告人である男3人の第一審判決公判。名古屋地方裁判所刑事第6部（近藤宏子裁判長）は、3人のうち事件直後に自首した1人（「山下」）を無期懲役、残る2人（KTおよび堀慶末）をいずれも死刑とする判決を言い渡した。KTは同年4月13日に控訴を取り下げ、死刑が確定。残る2人（堀と「山下」）は最終的に無期懲役が確定したが、堀はその後、碧南市パチンコ店長夫婦殺害事件（1998年発生）を起こしていたことが判明し、同事件の刑事裁判で死刑が確定。
  - 大阪市営地下鉄(現Osaka Metro)谷町線で30000系車両が運行開始。後に一気に増備される。
- 3月19日
  - 群馬県渋川市の老人ホーム、「静養ホームたまゆら」で火災。10人が死亡。
  - はとバス定期観光バス運行60周年でOG復活イベント[a 50]。
- 3月20日 - 阪神なんば線西九条駅 - 大阪難波駅間延伸開業、同時に線名を西大阪線から「阪神なんば線」、近鉄難波駅を「大阪難波駅」にそれぞれ改称。これに伴い阪神電気鉄道と近畿日本鉄道の路線が大阪難波駅で接続され、両社の相互乗り入れが開始される。
- 3月21日
  - 第81回選抜高等学校野球大会が阪神甲子園球場で開幕。
  - 選抜高等学校野球大会で、改修リニューアルされた新阪神甲子園球場の杮落とし[a 51][a 52][a 53]。
- 3月22日 - 神奈川県大磯町の吉田茂元内閣総理大臣旧私邸より火災が発生、家屋などを全焼。負傷者などはなし[a 54]。
- 3月23日 - 6時49分頃、広州白雲国際空港発のフェデックス・エクスプレス80便（マクドネル・ダグラス MD-11）が成田国際空港A滑走路への着陸に失敗、機体が反転、炎上。機長と副操縦士の乗員2名が死亡、A滑走路が長時間に亙り閉鎖[a 55]。
- 3月25日
  - 仙台高等裁判所秋田支部、2006年に秋田県山本郡藤里町で発生した秋田児童連続殺害事件被告人に、一審と同じく無期懲役判決[a 56]。
  - 2010年の APEC首脳会議を横浜で開催することを政府が決定[c 1]。
- 3月28日 - 広島市民球場の後継となるMAZDA Zoom-Zoom スタジアム広島竣工に伴う記念式典挙行[c 2][a 57]。
- 3月29日 - 千葉県知事選挙。元俳優・国会議員の森田健作が2回目の挑戦で初当選[a 58]。
- 3月31日
  - 西日本新聞社（福岡市）が山口県での西日本新聞と西日本スポーツの販売から撤退、発行区域を九州7県に絞る[a 59]。
  - モバイル放送サービス終了[c 3]。
  - 楽天、同社が発行済み株式の19%強を保有する東京放送（TBS）の株式に関し、TBSへの株式買取請求権行使を決定、TBS買収および業務提携から撤退[a 60]。

### 4月
- 4月1日
  - 岡山市（岡山県）が全国18番目の政令指定都市に移行[a 61]。
  - 前橋市（群馬県）・大津市（滋賀県）・尼崎市（兵庫県）が中核市に移行[a 62]。
  - 東京放送（TBS）が商号を東京放送ホールディングス（TBSHD、現・TBSホールディングス）に変更して放送持株会社に移行、テレビジョン放送の放送免許を完全子会社のTBSテレビが継承。TBS関連会社のビーエス・アイ（BS-i）がBS-TBSに社名変更。
  - 明治製菓と明治乳業が経営統合、株式移転による持株会社・明治ホールディングスが発足。
- 4月2日 - 第81回選抜高等学校野球大会の決勝戦が甲子園球場で行われ、長崎県の清峰が1対0で岩手県の花巻東に勝利し初優勝。長崎県勢では春夏通じて初の優勝となった。
- 4月4日 - 12時16分、政府、朝鮮民主主義人民共和国（北朝鮮）のミサイル発射を誤報。レーダーの誤探知などが原因。河村建夫官房長官らが謝罪した[a 63][a 64][a 65][a 66][a 67]。また、同日11時頃、秋田県危機管理対策本部でもミサイル発射を誤報する一幕があった[a 68][a 69]。
- 4月5日 - 11時30分頃、朝鮮民主主義人民共和国（北朝鮮）・咸鏡北道舞水端里より日本・東北地方の太平洋上に向けて、ミサイル発射実験を実施。ミサイルは、1段目が秋田県沖の日本海に、2段目は日本上空を通過し、太平洋上に落下。長距離弾道ミサイル『テポドン2号』の改良型と見られている[a 70][a 71]。4月10日、日本政府は、「ミサイル発射」と断定したと発表。それまでは、「ミサイル」と断定する表現を避け、「飛翔体」と呼称していた[a 72][a 73]。北朝鮮は、「人工衛星」の打上げ成功を主張[a 74][a 75][a 76]。麻生太郎内閣総理大臣、「北朝鮮によるミサイル発射は極めて遺憾」と声明を発表[a 77]。河村建夫内閣官房長官、緊急記者会見で「対北経済制裁を1年延長する」、「安全保障上の重大な挑発行為であり、北朝鮮に対してミサイル発射に対して抗議する」旨声明を発表[a 78]。
- 4月7日
  - 衆議院、朝鮮民主主義人民共和国（北朝鮮）のミサイル発射に対する抗議決議を自由民主党、民主党、公明党などの賛成多数で採択。決議は、自民党、公明党の共同提案。日本共産党（共産党）は反対し、社会民主党（社民党）は採決を棄権した[a 79][a 80][a 81]。
  - 京都府警察本部と舞鶴警察署、2008年5月の舞鶴女子高生殺害事件で、窃盗罪で服役中の受刑囚を本件犯行の容疑で再逮捕[a 82]。
- 4月8日 - 参議院、朝鮮民主主義人民共和国（北朝鮮）のミサイル発射に対する抗議決議を自由民主党（自民党）、民主党、公明党などの賛成多数で採択。決議は、自民党、民主党、公明党の共同提案。「ミサイルと確認されていない」などの理由で、前日の衆議院決議と同様、日本共産党（共産党）は反対し、社会民主党（社民党）は採決を棄権した[a 83][a 84]。
- 4月10日
  - 天皇・皇后夫妻が金婚式を迎え、宮中で祝賀行事等挙行[a 85]。
  - 東京都千代田区の大手町合同庁舎1、2号館跡地に、国際カンファレンスセンター等を備えた複合施設A棟（日本経済新聞社等が移転）・B棟（全国農業協同組合中央会等が移転）・C棟（財団法人日本経済団体連合会（日本経団連）等が移転）が竣工[a 86]。
- 4月12日 - 秋田県知事選挙で、前秋田市市長の佐竹敬久が初当選[a 87]。
- 4月16日 - 大阪地方検察庁特別捜査部、「障害者団体向け郵便割引制度」を悪用してダイレクトメール郵便を発送、郵便料金負担を違法に軽減した郵便法違反容疑で、ベスト電器幹部ら8名を逮捕[a 88]。
- 4月18日 - 佐賀県唐津市肥前町星賀地区と鷹島（長崎県松浦市）を結ぶ鷹島肥前大橋が開通。
- 4月20日 - 東京地方裁判所が八王子支部を廃止し、新たに立川支部を設置。
- 4月21日 - 最高裁判所、1998年7月25日に和歌山市で発生した和歌山毒物カレー事件上告審で被告人の上告を棄却、死刑が確定[a 89]。
- 4月22日
  - 参議院本会議で、道路整備事業に係る国の財政上の特別措置に関する法律（道路整備事業財政特別措置法）の改正を可決成立させる。一般財源化による道路特定財源制度の廃止が決定[a 90]。
  - 警視庁、鶴岡啓一千葉市長を、街路工事をめぐる100万円の収賄容疑で逮捕[a 91]。
  - 財務省貿易統計速報で、2008年度貿易収支が7253億円の赤字となり、第2次石油危機直後の1980年度以来28年ぶりに赤字になったことが判明。輸出額も71兆1435億円と、前年度比16.4%減少し、過去最大の減少幅を記録[a 92]。
  - 国際通貨基金（IMF）、実質経済成長率（実質GDP）を日本はマイナス6.2%とする今年の経済見通しを発表[a 93]。
- 4月23日
  - 1994年4月23日に東京都三鷹市の井の頭恩賜公園で発生した井の頭公園バラバラ殺人事件がこの日午前零時を以て公訴時効[a 94]。
  - 大阪府警察、西淀川区女児虐待死事件で女児母親と同居男性、および男性知人の3人を、奈良市内の墓地に女児の遺体を遺棄した容疑で逮捕[b 5]。
  - SMAPの草彅剛が公然わいせつ罪で逮捕。
- 4月26日
  - 名古屋市長選挙で民主党推薦の河村たかしが初当選[a 95]。
  - 北九州市門司区に平成筑豊鉄道門司港レトロ観光線が開業[c 4]。
- 4月27日
  - 政府、メキシコを中心に発生した豚インフルエンザ事案を受けた緊急閣僚会議で、ウイルスの日本国内への侵入阻止、ワクチンの製造、在外邦人に対する情報提供支援などを柱とした緊急対処方針を決定[a 96]。
  - 「経済危機対策」2009年度補正予算案を閣議決定、国会に提出した。総額13兆9256億円。過去最高の補正予算案。
- 4月28日 - 世界保健機関（WHO）が今回の豚インフルエンザ事案の警戒レベルをフェーズ4に引き上げる発表をしたことを受け、政府は厚生労働大臣舛添要一が緊急記者会見を開き、『新型インフルエンザの発生』を宣言すると同時に[a 97]、「かかる事態に冷静に対処し、国民の不安解消に努める」等の緊急声明を発表[a 98]。（2009年新型インフルエンザ）
- 4月30日 - 関西テレビ放送の通信衛星放送（CS放送）事業・関西テレビ☆京都チャンネルが放送終了。

### 5月
- 5月1日
  - 未明、舛添要一厚生労働大臣が、カナダへの研修旅行から帰国した神奈川県横浜市の男子高校生に新型インフルエンザの疑いありと緊急記者会見で発表するも[a 99]、国立感染症研究所により、通常の季節性インフルエンザであることが判明[a 100]。
  - NTTドコモの動画配信サービスを利用したBeeTV開局。
- （4月29日（水・昭和の日）-）5月2日（土）-6日（水） - 1回目の大型連休。ゴールデンウィーク。
- 5月2日 - 蟹江一家3人殺傷事件が発生[a 101]。2012年に容疑者の男を逮捕。
- 5月6日 - 水曜日として初めて振替休日となる。（憲法記念日の振替休日）
- 5月7日 - 日本の薄型テレビの普及率が50％を超える[b 6]。
- 5月8日 - 大阪地方検察庁特別捜査部、「障害者団体向け郵便割引制度」を悪用しダイレクトメール郵便を発送、郵便料金負担を違法に軽減した郵便法違反容疑で、新たに健康食品販売会社社長らを逮捕[a 102]。
- 5月9日 - 厚生労働省、前日にカナダからデトロイト国際空港発成田国際空港着の旅客機で帰国した大阪府立高校の教員と高校生の3人について新型インフルエンザウイルス感染を確認、3人を成田市内の病院に隔離、周囲2m以内にいた乗客についても10日間の検査隔離を行う措置[a 103]。後に、7日間に短縮[b 7]。
- 5月11日
  - 大阪地方裁判所、昨年11月に6億円に上る巨額詐欺事件で逮捕された小室哲哉に対し、懲役3年、執行猶予5年の有罪判決[a 104]。
  - 小沢一郎民主党代表、代表職を辞職する意思を表明[a 105]。
- 5月14日 - 東京都千代田区丸の内の三菱商事ビル・古河ビル・丸ノ内八重洲ビル跡地に、「丸の内パークビルディング」（新日本製鐵本社等が移転）、および赤煉瓦の美術館となる「三菱一号館」が完成[b 8]。
- 5月15日
  - 福岡高等裁判所、2006年8月25日に福岡市東区で発生した福岡海の中道大橋飲酒運転事故の控訴審で、一審の福岡地方裁判所による判決を破棄、危険運転致死傷罪を適用し、懲役20年とする判決[a 106]。
  - 西松建設、内部調査を発表。既に逮捕された前社長らが主導し、脱法的な政治団体を設立、総額約4億7000万円の政治献金や、海外で約8億9000万円の裏金作りを行っていたことを報告[a 107]。
- 5月16日
  - 兵庫県立神戸高等学校の海外渡航歴のない生徒1名の新型インフルエンザ感染を確認。政府は新型インフルエンザの国内警戒レベルをフェーズ2（国内発生早期段階）へ格上げ[a 108]。兵庫県および神戸市の判断により、灘区、中央区、東灘区の全幼稚園、小中高校61校と特別支援学校、芦屋市の20の幼稚園・小中学校、および同地域の全県立学校6校が5月22日まで休校措置となり、神戸まつりの一部行事も中止[a 109]。同日夜、神戸高校の他生徒2名と、兵庫県立兵庫高等学校の生徒5名の感染を確認[b 9]。
  - 民主党代表選挙で、鳩山由紀夫が岡田克也を退け、5年ぶりに民主党代表となる[a 110]。
- 5月18日 - 橋下徹大阪府知事、府内での新型インフルエンザ感染者数拡大を受け、「流行警戒宣言」を発令、大阪市、堺市の両政令指定都市を除く大阪府内の全市町村の中学校、高校の7日間休校措置を指示[a 111]。
また吹田市の国立民族学博物館も5月22日まで臨時休館[c 5]。
- 5月19日 - 大阪地方検察庁特別捜査部、「障害者団体向け郵便割引制度」を悪用した一連の郵便法違反容疑で、郵便事業新大阪支店長を逮捕[a 112]。
また5月26日には別の郵便法違反事件で厚生労働省の現職係長が省稟議書偽造に関与したとして逮捕された[a 113]。
- 5月21日 - 裁判員制度施行。
- 5月24日 - さいたま市市長選挙で、清水勇人が初当選[a 114]。
- 5月25日 - 東京都板橋区弥生町の高額納税者邸において未明、火災発生、焼け跡から住人夫婦の遺体が発見される。遺体に刺し傷があったことから殺人放火事件と断定して捜査を開始[a 115]。
- 5月31日 - 横浜市西区みなとみらいのパシフィコ横浜で、天皇・皇后臨席の下、内閣総理大臣麻生太郎、アメリカ合衆国、ロシア連邦などの駐日外交官、横浜市市長中田宏など関係者臨席のもと、横浜港開港150周年式典挙行[a 116]。

### 6月
- 6月1日
  - 改正道路交通法施行。75歳以上の高齢運転者の普通自動車運転免許等の更新の際に認知機能検査の義務付けを開始[a 117]。
  - 改正薬事法施行。大衆薬の9割程度が、登録販売者を設置したスーパーマーケット、コンビニエンスストア等において24時間販売可となる一方、従来可能であった一部大衆薬のインターネット通信販売が、離島などの場合を除き原則禁止となる[a 118][a 119]。
  - 旧・薬種商資格の廃止に伴い、登録販売者の資格施行。
- 6月2日 - 山口県美祢市秋芳町のホテル「山口秋芳プラザホテル」でプロパンガスによる給湯設備の換気事故が発生。修学旅行で訪れていた大阪府高槻市の小学生ら20人近くが一酸化炭素中毒で病院に搬送され、修学旅行随行の男性カメラマンが死亡、ホテルの宿泊客ら80人が緊急避難[a 120]。
- 6月4日
  - 静岡県島田市・牧之原市に国内98番目の空港となる静岡空港が開港[a 121]。
  - 足利事件：東京高等検察庁は足利事件の被疑者として無期懲役刑に服していた元スクールバス運転手の服役囚に対し、刑の執行停止及び釈放措置を執ることを決定、17年ぶりに千葉刑務所より釈放[a 122]。
  - 石川県七尾市の中島市民センターの駐車場で落下音が発生したのち約100匹のオタマジャクシが叩きつけられたような状態で落下しているのが発見される。これ以降、6月中に同様の現象が全国各地で相次いで確認された。
- 6月13日 - 大分県大分市佐賀関の日鉱製錬佐賀関製錬所シーバースに停泊していた鉱石貨物船内で作業をしていた日鉱製錬作業員3名が酸素欠乏症で倒れ、間もなく死亡[a 123]。
- 6月14日
  - 障害者郵便制度悪用事件：大阪地方検察庁は厚生労働省の女性キャリア官僚を虚偽公文書作成等の容疑で逮捕[a 124]。
  - 前市長の汚職事件逮捕による辞職を受けて行われた千葉市市長選挙で、政令指定都市最年少となる31歳の熊谷俊人が初当選[a 125]。
- 6月22日 - 公正取引委員会は、コンビニエンスストア、最大大手セブン-イレブン・ジャパンが加盟店（フランチャイズ）に対して消費期限の近付いた弁当を値引きして販売する事に対して制限を課したことが私的独占の禁止及び公正取引の確保に関する法律（独占禁止法）で禁じられている「優越的地位の濫用」に当たるとし、同社に対して同法違反の「不公正な取引方法」で排除措置命令をだす[a 126]。
- 6月23日 - 足利事件：東京高等裁判所は足利事件の再審請求即時抗告審に於いて、元受刑囚側の訴えを認め、再審を開始する決定を下す[a 127]。

### 7月
- 7月1日 - 社団法人公共広告機構が「ACジャパン」に改称。

- 7月5日

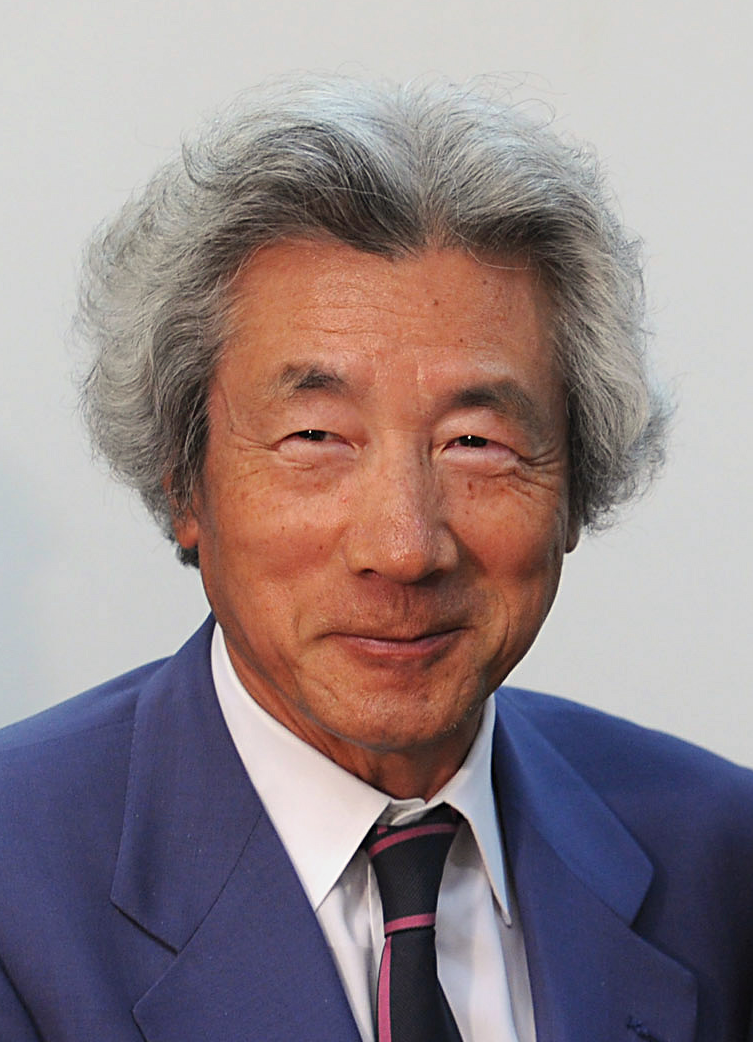
小泉純一郎（2010年3月）

  - 午後4時15分頃、大阪府大阪市此花区のパチンコ店「cross-ニコニコ」で放火による火災発生、死亡者4名、負傷者19名を出す惨事。翌6日、近くに住む40代の男を逃亡先の山口県岩国市内で放火と殺人容疑で逮捕[a 128]。
  - 兵庫県知事選挙で、現職の井戸敏三が3選[a 129]。
  - 静岡空港の開港遅延の責任を取り前知事が辞職したことを受けて施行された静岡県知事選挙で、川勝平太が初当選[a 130]。
- 7月8日
  - 2005年に発生したJR福知山線脱線事故で神戸地方検察庁が事故現場の線路を1996年に急カーブに付け替えた当時の鉄道本部長であった山崎正夫JR西日本社長を在宅起訴、社長は同日中に辞任表明。
  - AKB48選抜総選挙の第1回記念大会が赤坂BLITZで開票され、前田敦子が初代女王に輝いた。
- 7月12日 - 第17回東京都議会議員選挙。民主党が改選前議席を20上積みして54議席を獲得。初めて東京都議会の第一党となったのに対し、自由民主党（自民党）は改選前議席を10割り込む38議席に留まり、公認候補者23名の全員を当選させた公明党との合計議席数でも過半数の64議席に3議席届かず[a 131]。
- 7月16日 - 北海道の大雪山系トムラウシ山と美瑛岳でトレッキングツアー客ら2グループ24名が遭難、死亡者10名、負傷者9名を出す事故[a 132]。
- 7月19日 - 国際宇宙ステーションで日本が担当する実験棟「きぼう」が24年かけて完成[a 133]。
- 7月21日 - 閣議おいて衆議院解散を決定。同日の衆議院本会議で河野洋平議長が詔書（詔）を朗読して衆議院が解散された。この解散により、小泉純一郎元内閣総理大臣を含む前職、25人が今期限りで引退[a 134]。
- 7月22日
  - 硫黄島付近の洋上で21世紀で最も継続時間の長い皆既日食が観測される。有人島として最長の観測時間となる予定であったトカラ列島では悪天候となり観測できず[a 135]。（2009年7月22日の日食）
  - 山口県の集中豪雨に対して政府が林幹雄防災担当大臣を団長とする調査団を現地に派遣。7月26日には、豪雨被害の大きかった防府市の災害現場を麻生太郎内閣総理大臣が視察の予定であったが豪雨が続いており、二次災害の恐れがあるため中止[a 136][a 137]。
- 7月24日 - 民主党、第45回衆議院議員総選挙に神奈川4区から立候補するため離党した浅尾慶一郎参議院議員を除籍処分[a 138]。
- 7月26日 - 仙台市市長選挙に、政令指定都市では初の女性市長となる奥山恵美子が当選[a 139]。
- 7月27日 - 静岡県沼津市と函南町を結ぶ「東駿河湾環状道路」が一部開通。沼津都市圏や、伊豆、箱根などの観光地へのアクセスがスムーズになった。伊豆縦貫自動車道としては修善寺道路、天城北道路に続き、3番目の開通となった。
- 7月28日 - 中田宏横浜市市長が辞職を表明し、同市議会議長に辞表を提出（正式辞職日は2009年8月16日）。第45回衆議院議員総選挙への出馬は否定[a 140]。
- 7月31日 - フロリダ（東部標準時（現地時間）31日）、若田光一・宇宙飛行士、初めて日本人として137日におよぶ長期の宇宙生活を終え、スペースシャトル・エンデバーでケネディ宇宙センターに帰還[a 141]。

### 8月
- 8月3日 - 裁判員制度による初の裁判が始まる（裁判員裁判）。東京地方裁判所において午前中に選任手続きを経て、裁判員6人と補充裁判員3人が選任された。午後から公判が開廷[a 142]。
- 8月6日
  - 原爆症の認定における集団訴訟で、原水爆禁止日本協議会の原告団は、すでに勝訴している原告については高裁判決を経ずに原爆症と認定。敗訴した原告に対しても基金を議員立法で創設して全面救済を実施することで舛添要一厚生労働大臣が立ち会う中、確認書に署名した[a 143]。
  - パチンコ店「cross-ニコニコ」の放火によって重症だった50歳男性が入院先の病院で死亡。死亡者5名となる[a 144]。
- 8月8日
  - 歌手で女優の酒井法子が、覚せい剤取締法違反容疑で警視庁に逮捕される。
  - 第91回全国高等学校野球選手権大会が阪神甲子園球場で開幕。第一試合を皇太子徳仁親王が観戦（台覧試合）。
- 8月9日 - 第91回全国高等学校野球選手権大会の大会2日目、1回戦・第1試合、如水館（広島）対高知（高知）は3回終了後に試合中断30分の後、台風9号の影響で降雨ノーゲームとなる。なお第2試合以降の3試合も中止、全試合翌日へ順延。翌日以降の試合日程も全て1日ずつ順延された。
- 8月10日 - 第91回全国高等学校野球選手権大会の大会2日目、1回戦・第1試合の如水館対高知は5回表途中で中断30分後、前日に続き降雨ノーゲームとなる。第2試合以降の3試合も中止、全試合翌8月11日へ順延。但し第2試合を第1試合、第3試合を第2試合、第4試合を第3試合にそれぞれ1試合ずつ繰り上げ、如水館対高知を第4試合に変更。翌日以降の日程は変わらず全て1日ずつ順延される。同一試合が2日連続ノーゲームは大会史上初めてで、全試合が2日続けて順延されたのは、1975年（第57回）の決勝戦、習志野（千葉）対新居浜商（愛媛）以来34年ぶり。
- 8月11日 - 駿河湾を震源とする最大震度6弱、M6.5の地震が発生。東海地震観測情報が出されたが、東海地震（海溝型地震）とはメカニズムが異なるスラブ内地震と推定されており、同地震との関連性は否定されている。この地震により死者1名、負傷者245名の人的被害が出た。
- 8月15日 - 新型インフルエンザによる死者が国内で初めて確認される[a 145]。
- 8月18日
  - 第45回衆議院議員総選挙が公示される[a 146]。
  - 日産自動車が本社機能を横浜市の横浜みなとみらい21中央地区に移転・集約（日産自動車グローバル本社）[a 147]。
- 8月19日 - 政府は新型インフルエンザによる死者が確認されたことを受けて本格的な国内の流行拡大を宣言した[a 148][a 149]。
- 8月22日-10月12日 - 水都大阪2009開催[a 150][a 151][a 152]。
- 8月24日 - 第91回全国高校野球選手権大会の決勝戦。中京大中京が日本文理に10対9で勝利し1966年（第48回）以来43年ぶり7度目の優勝。
- 8月30日
  - 第45回衆議院議員総選挙投開票・最高裁判所裁判官国民審査。投票率は69.28%、期日前投票においては前回・第44回衆議院議員総選挙比502万2019人増の1398万4866人といずれも小選挙区比例代表並立制となった第41回衆議院議員総選挙以降で過去最高を記録。民主党は結党以来の大勝、自由民主党（自民党）、公明党は結党以来の大敗を喫した[a 153][a 154]。
    - 結果は、民主党が308議席を獲得し、議席占有率は64.2%に及んだ。単一政党が獲得した議席・議席占有率としては現憲法下で行われている選挙としては過去最高。社会民主党や日本共産党は選挙前勢力を維持、国民新党は1議席減らした。一方、自民党は119議席を獲得も、公示前議席より181減の惨敗。連立与党の公明党は公示前議席から10議席減の21議席となった。

  - 茨城県知事選挙が任期満了に伴って施行され、橋本昌が5回目の当選を果たした[a 155]。
  - 前市長の辞職に伴う横浜市市長選挙が施行。政令指定都市では7月26日の仙台市の選挙に続く2人目の女性市長として林文子が当選[a 156]。

### 9月
- 9月1日
  - 消費者庁が発足する[a 157][a 158]。
  - 防衛省の特別の機関として防衛会議が設置される。
  - 改正道路交通法施行。排気量50ccを超える三輪自動車、主として前輪二輪・後輪一輪の車種の免許区分が、「普通自動車」から「自動二輪」に移動され、運転には二輪免許が必要となる[a 159]。
- 9月4-5日 - 与謝野馨財務金融担当大臣はロンドンにおいて開催された財務相・中央銀行総裁会議（G20）会合に体調不良を理由に欠席。代わりに竹下亘財務副大臣が出席した[a 160]。
- 9月9日
  - 第45回衆議院議員総選挙の結果を受けて民主党・社会民主党（社民党）・国民新党の党首会談において新しく発足する政権に3党による連立政権を組むことで合意[a 161]。
  - 総務省は地上波テレビ・ラジオ放送局195社のうち107社（前年比43社増）において2008年度の収支で純損失を計上。記録が残っている1975年度以降の業界全体の計でも初めて赤字に転落したとまとめた[a 162]。
- 9月13日 - 政令指定都市移行後初となる岡山市市長選挙において現職の高谷茂男が2回目の当選を果たした[a 163]。
- 9月14日 - 民主党の意向でこの日の事務次官会議（事務次官等会議）をもって123年の歴史に幕を閉じる事となった。これにより、次官会見も廃止となる[a 164][a 165][a 166][a 167]。
- 9月16日
  - 第172回国会（特別国会）が召集される。午前、麻生内閣は首相官邸で臨時閣議を開いて総辞職。衆議院本会議においては、正副議長選挙が行われた後、午後、鳩山由紀夫民主党代表が衆議院・参議院本会議において第93代内閣総理大臣として首班指名された[a 168][a 169]。
  - 鳩山由紀夫内閣が組閣される。閣僚の発表後、同日夜、皇居において内閣総理大臣親任式とそれに続く閣僚認証式を執り行い内閣を発足させた[a 170][a 171]。
- 9月18日 - 日本初の宇宙ステーション補給機（HTV）の初号機が国際宇宙ステーション（ISS）への接続に成功[a 172]。
- 9月19（土）-23日（水） - 初めて一年間に2回目の大型連休となる。敬老の日（9月21日）と秋分の日（9月23日）に挟まれる9月22日が休日となるため、週末と合わせると5連休となった[a 173][1]。（詳細はシルバーウィークを参照）
- 9月19日-11月23日 - 浜松市のはままつフラワーパークで浜松モザイカルチャー世界博2009が開幕。
- 9月23日 - プロ野球、セントラル・リーグの読売ジャイアンツが3年連続42度目のリーグ優勝[a 174]。
- 9月27日 - 政令指定都市に昇格後初となる大阪府堺市市長選挙が執行され、新人の竹山修身が現職の木原敬介に勝利して初当選を果たした[a 175]。
- 9月28日 - 第24代自由民主党総裁選挙が実施され、谷垣禎一元財務大臣が自由民主党総裁に決定[a 176]。
- 9月29日
  - 島根県出雲市の砂原遺跡で、12万年前頃には日本列島に人類が存在したとみられることを示す日本最古の旧石器20点の画期的な発見を調査団が発表。長崎県平戸市の入口遺跡9万前頃・岩手県遠野市の金取遺跡の9万-8万年前よりも遡ることになる[a 177][a 178][a 179]。
  - 厚生労働省は子宮頸がんの原因、ヒトパピローマウイルス（HPV）のワクチンを承認。予防接種は任意接種となる模様[a 180]。
  - 政府が閣議において行政機関による天下りの斡旋・官僚OBの独立行政法人・特殊法人への再就職を原則禁止する方針を決定[a 181]。
  - 前原誠司国土交通大臣は、建設中止の意向を示している八ツ場ダム関連の22年度予算の概算要求をせず、高速道路の建設区間を決める国会議員や有識者による国土開発幹線自動車道建設会議についても廃止すると明言。同時に会社再建中の日本航空（JAL）の赤字の原因ともなっている空港整備特別会計の抜本見直しも明言[a 182][a 183]。

### 10月
- 10月1日
  - 北海道の14支庁を9総合振興局・5振興局に再編する北海道総合振興局及び振興局の設置に関する条例が施行される。
  - 産経新聞が九州で現地印刷を開始。（九州・山口本部発行分を毎日新聞西部本社の鳥栖工場に委託印刷）
  - 厚生労働省は新型インフルエンザの優先接種対象者やワクチンの費用などの予防接種においての基本方針を発表した[a 184]。
- 10月2日 - コペンハーゲン（ デンマーク）にて開催された第121回国際オリンピック委員会総会において2016年夏季オリンピック開催都市にリオデジャネイロ（ ブラジル）が選出された。1964年以来、2度目の開催を目指して立候補した東京（東京都）は2回目で落選[a 185][a 186][a 187]。
- 10月5日 - 会計検査院が障害者団体向け郵便料金割引制度の不正利用問題を受けて郵便事業会社を調べたところ、検査した支店や郵便局の約半数において低料第3種郵便物の審査・承認を経ずに発送していた事例が発覚。検査院は審査の不備などについて是正改善を求める方針[a 188][a 189]。
- 10月6日 - プロ野球、パシフィック・リーグの北海道日本ハムファイターズが2年ぶり3度目のリーグ優勝[a 190]。
- 10月8日 - 「Winny」開発者に対する著作権法違反（著作権侵害・幇助）の疑いに関する裁判において大阪高等裁判所が逆転無罪の判決[a 191][a 192]。
- 10月9日 - 前原誠司国土交通大臣は、56のダム事業のうち48事業について今年度については凍結する方針を表明。136の個別のダム事業についても年末をめどに明らかにする[a 193]。
- 10月10日 - 農林水産省と厚生労働省は冷凍の牛肉に衛生証明書の記載もなく、牛海綿状脳症（BSE）の原因物質がたまりやすい特定危険部位として輸入が認められていない脊柱が見つかったと発表した[a 194][a 195]。
- 10月17-20日 - 日本・オーストラリア両政府が創設した「核不拡散・核軍縮に関する国際委員会」（ICNND）第4回本会合が広島において開催された[c 6][a 196][a 197]。
- 10月19日 - 新型インフルエンザの予防接種が開始される[a 198][a 199][a 200][a 201][a 202][a 203][a 204][a 205][a 206][a 207][a 208][a 209][a 210][a 211][a 212]。
- 10月22日
  - コンビニエンスストア・サークルKサンクスを抱えるユニーは、ファミリーマートの筆頭株主でもある伊藤忠商事の情報や調達などのネットワークを活用して商品力やコスト競争力を強化する目的で資本・業務提携する事を発表した[a 213][a 214]。
  - 成田国際空港B滑走路が2500mに延長され供用開始[a 215]。
- 10月23日 - 政府が2010年4月1日付で、相模原市を19番目の政令指定都市へ移行することを閣議決定[a 216]。
- 10月25日
  - 参議院議員神奈川県選挙区の補欠選挙が施行され、民主党公認の金子洋一が初当選を果たした[a 217]。
  - 参議院議員静岡県選挙区の補欠選挙が施行され、民主党公認の土田博和が初当選を果たした[a 218]。
  - 任期満了に伴う宮城県知事選挙が施行され、現職の村井嘉浩が再選を果たした[a 219]。
  - 任期満了に伴う神奈川県川崎市市長選挙が施行され、4人の立候補者による混戦を制して現職の阿部孝夫が三度目の当選を果たした[a 220]。
  - 任期満了に伴う兵庫県神戸市市長選挙が施行、現職の矢田立郎がIT会社顧問との大激戦を制して三度目の当選を果たした[a 221]。
- 10月26日 - 第173回国会（臨時国会）が召集。鳩山由紀夫内閣総理大臣就任後、初となる所信表明演説が行われた[a 222][a 223][a 224]。
- 10月27日 - この日午後8時頃、山口県と福岡県の県境に位置する関門海峡で、海上自衛隊の「くらま」と大韓民国船籍コンテナ船「カリナ・スター」が衝突して双方において火災が発生した。防衛省と海上保安庁が衝突事故の発生原因などについて調査している[a 225][a 226]。
- 10月28日
  - 千葉景子法務大臣は、法制審議会臨時総会に殺人などの凶悪・重大な事件の公訴時効の見直しと民法の債権における分野の規定の見直しを諮問[a 227][a 228][a 229]。
  - 足利事件と同じDNA鑑定方法で冤罪を主張していたにもかかわらず死刑を執行された飯塚事件の元死刑囚の弁護団は、足利事件の冤罪の根拠となった新しい鑑定方法においては不一致として福岡地方裁判所に再審の請求をした[a 230][a 231]。
- 10月30日 - 日本航空（JAL）の会社再建のため日本航空再建対策本部を政府内に設置[a 232][a 233]。
- 10月31日 - 北陸鉄道石川線鶴来駅 - 加賀一の宮駅間がこの日限りで廃止。

### 11月
- 11月1日 - 太陽光発電の余剰電力を従来価格の2倍の48円/KWh（キロワット時）で電力会社が10年間すべて買い取る制度が開始した[a 234][a 235]。
- 11月4日 - トヨタ自動車がF1撤退を発表。
- 11月5日 - 国内初のプルサーマルによる発電を開始[a 236]。
- 11月7日 - プロ野球、日本シリーズ第6戦において読売ジャイアンツが7年ぶり21度目の日本一[a 237]。
- 11月8日 - 現職知事の任期満了による引退を受けた広島県知事選挙が施行され、経営コンサルタントの湯崎英彦が新人5人の混戦を制して初当選を果たした[a 238]。
- 11月10日
  - 邪馬台国ともされる纒向遺跡において卑弥呼と同時代の大型建物跡が見つかったと桜井市教育委員会が発表[a 239][a 240][a 241]。
  - 俳優・森繁久彌が老衰のため東京都内の病院で死去[a 242][a 243]。
  - 千葉県市川市において2007年に発生したリンゼイ・アン・ホーカー殺害事件で、死体遺棄容疑で指名手配されていた住所不定・無職の男が逃亡先の大阪市住之江区内で身柄を拘束・逮捕され、千葉県警察に移送された[a 244]。
- 11月11日 - 前線を伴った低気圧の影響によって西日本を中心に記録的な大雨となった。和歌山において午前4時までの1時間降水量が119.5ミリと史上最多の雨量を観測。そのほかの地域でも多くの地点で最多の雨量を観測。気象庁は「記録的短時間大雨情報」を発表[a 245]。
- 11月11-17日 - 政府の行政刷新会議が平成22年度予算の無駄を削る「事業仕分け」の前半を開始[a 246][a 247][a 248][a 249][a 250][a 251]。
- 11月12日
  - 天皇陛下即位20周年祝賀式典を内閣府主催国家行事として挙行。また、民間の天皇陛下御即位二十年奉祝委員会主催による国民祝賀式典も同日に挙行した[c 7][c 8][a 252][a 253][a 254][a 255][a 256][a 257]。
- 11月13日
  - 早朝、三重県熊野市沖の熊野灘において沖縄行きのマルエーフェリーのフェリー・「ありあけ」が三角波を受けて右傾・横転、座礁する海難事故が発生。この事故を受けて国土交通省・運輸安全委員会は船舶事故調査官4人を現地に派遣[a 258][a 259][a 260]。
  - コンビニエンスストア・ファミリーマートが、am/pmを展開するレックス・ホールディングスから同社傘下のエーエム・ピーエム・ジャパンを単独で買収することで合意したと発表[a 261][a 262]。
- 11月13-14日 - バラク・オバマ アメリカ合衆国大統領が日本訪問。日米首脳会談、アジア政策について演説を行った[a 263][a 264][a 265][a 266][a 267][c 9][a 268][a 269]。
- 11月15日 - 富くじ発祥の寺院とされる大阪府箕面市の瀧安寺において古来の方法での富くじ行事・「箕面富」が146年ぶりに復活[a 270][a 271]。
- 11月16日 - 国民新党代表である亀井静香郵政改革・金融担当大臣が、新党日本と無所属の平沼赳夫元経済産業大臣が率いる国益と国民の生活を守る会（平沼グループ）に対して年内の新党や統一会派の結成を打診していることが判明[a 272][a 273]。
- 11月17日 - 市民団体が軽自動車を改造して製作した電気自動車（EV）が、東京〜大阪間の555.6キロを無充電で走破して世界新記録を達成[a 274]。
- 11月19日
  - 小惑星探査機「はやぶさ」が11月9日からイオンエンジンのトラブルが原因で地球への帰還が危ぶまれていた問題で、宇宙航空研究開発機構が帰還できる見通しになったと発表[a 275]。
- 11月20日
  - 平野博文官房長官は、過去5年にわたる報償費（内閣官房報償費・官房機密費）の国庫からの月別の支出額を公表[a 276][a 277]。
  - 政府は11月の月例経済報告において物価の下落が続いている状況を反映して3年5か月ぶりに「緩やかなデフレ状況にある」と明記[c 10][a 278]。
  - 外務省の日米密約調査おいて核兵器の持ち込み密約の根拠をなす文書である「討議記録」の存在を裏付ける日本側文書を発見。調査は終了して北野充・官房審議官（危機管理担当）が岡田克也外務大臣に調査結果を報告。来週にも第三者委員会を発足させて検証をする方針[a 279][a 280][a 281]。
  - 定額給付金の申請受付けが札幌市を最後に締め切られ、全1795市区町村の自治体において終了[a 282]。
- 11月22日
  - 2011年3月までの時限法である中小企業金融円滑化法案が民主党・社会民主党（社民党）・国民新党・日本共産党（共産党）の賛成で野党の自由民主党（自民党）・公明党・みんなの党が採決に欠席する中で衆議院を通過[a 283][a 284][a 285][a 286][a 287]。
  - 東京都杉並区高円寺にある雑居ビルの居酒屋から午前9時頃に出火。厨房の調理師従業員と飲食客4名が死亡、12名が負傷する火災が発生した。警視庁捜査一課と杉並警察署が業務上過失致死傷罪などの容疑で出火原因などを追及している[a 288]。
- 11月24-27日 - 行政刷新会議の「事業仕分け」が再開[a 289][a 290][a 291][a 292][a 293][a 294][a 295][a 296][a 297]。
- 11月25日 - 世界自然保護基金（WWF）ジャパンや琉球大学などが沖縄県名護市沖の大浦湾においてエビ類・カニ類やシャコ類など510種の甲殻類と、内39種の未記載種（新種）が確認されたと発表。また、日本自然保護協会などの調査においてサンゴ礁の約45.7%が白化していることも判明[a 298][a 299][a 300]。
- 11月26日
  - 兵庫県篠山市の白亜紀前期の地層・篠山層群において国内初の発見となる角竜類・トリケラトプスの起源とされる原始的な小型恐竜の頭骨の一部が見つかったと兵庫県立人と自然の博物館が発表した[a 301]。
  - 東京外国為替市場においてアメリカ合衆国の低金利の金利政策の長期化予測が原因でドルが全面安の展開となって円相場が急騰。リーマン・ショック以降の最高値である今年1月21日につけた1ドル、87円10銭を突破、1995年7月以来、14年4カ月ぶりに一時、86円29銭まで上昇した[a 302][a 303][a 304]。
- 11月27日
  - 奈良県橿原市・藤原京跡調査地おいて大極殿を囲んだ回廊の遺構が出土したと奈良文化財研究所が発表した[a 305]。
  - 病院の同室に基礎疾患で長期に入院していた2名から治療薬・タミフル（オセルタミビル）が効きにくい遺伝子を持った新型インフルエンザのウイルスが検出されたことが判明。2名はすでに回復して院内感染などの拡大もない模様[a 306]。
  - 総務省が発表した労働力調査によると10月の完全失業率が3箇月連続で改善、前月より0・2ポイント低下して5.1%となった[a 307]。
  - イエメンの首都サナア近郊で地元民に拉致された東京都の会社員が無事に帰国[a 308][a 309]。
- 11月28日
  - 山陰自動車道の斐川ICから出雲IC間が開通。
  - 弾道ミサイルや核の開発を続ける朝鮮民主主義人民共和国（北朝鮮）の監視を目的に情報収集衛星を搭載した国産大型ロケット「H2A」16号機が宇宙航空研究開発機構（JAXA）種子島宇宙センターから打ち上げられた[a 310]。
- 11月30日
  - 参議院本会議おいて中小企業等金融円滑化法・肝炎対策基本法など提出法案の9本が全会一致で可決して成立した。原爆症認定法も採決されて全会一致で可決、衆議院に送付された[a 311][a 312]。
  - 東京都の新聞社・内外タイムス社が東京地方裁判所に自己破産を申請。債権者数195名、負債は約26億7700万円。同社は「内外タイムス」の題号で南関東で夕刊専売紙を発行していたが、2009年9月1日に「リアルスポーツ」に題号を変更したばかりだった。2009年12月1日付（11月30日発行）で破産により休刊になった[2]。

### 12月
- 12月1日 - 特定商取引に関する法律と割賦販売法を改正する法律、特定商取引に関する法律及び割賦販売法の一部を改正する法律が施行される[c 11]。
- 12月4日 - 京都朝鮮学校公園占用抗議事件
- 12月4日 - 2010 FIFAワールドカップ本大会抽選会が開催国である南アフリカのケープタウンで開催され、日本は一次リーグでグループEに入り、オランダ、デンマーク、カメルーンと対戦することとなった[a 313]。
- 12月25日 - この日に開催された全国の政令指定都市の市長で構成される指定都市市長会議にて、会長の任期満了に伴い、設立以来初となる選挙が実施され、矢田立郎神戸市長が河村たかし名古屋市長を破り、再度会長に選ばれた[a 314]。
- 12月28日 - 北日本新聞が夕刊の発行を終了、2010年1月から朝刊単独紙に移行。

## 社会

### 政治
この時期の振り込め詐欺の被害額は例年通して2番目に少なかった。

### 経済
2009年の日本では、アメリカの大手投資会社リーマン・ブラザーズが経営破綻したことによってリーマンショックが起こり、日本経済の中でも類を見ない大不況となった。

### 法
- 土壌汚染対策法の改正が国会で議論される。

## 天候・天災・観測等
- 異常気象
  - 冬季（12月〜2月）は全国的に顕著な暖冬。西日本以南で12月〜1月に一時的に寒気の影響を受けることがあったが、その他は気温が平年を上回ることが多く、特に2月は全国的に顕著な高温となった。日本海側の降雪量は暖冬を反映して平年を大きく下回った。
  - 春季（3月〜5月）は沖縄・奄美地方を除き暖春となった。
  - 夏季（6月〜8月）はエルニーニョ現象による影響で太平洋高気圧の勢力が例年と比べて弱く、沖縄を除いてほぼ全国的に観測史上稀に見る長い梅雨となった。近畿・東海・北陸は8月3日、九州北部・中国は8月4日に梅雨明けが発表された（北陸・中国地方はのちに梅雨明け「特定せず」に修正[a 315]）。いずれも梅雨明けを特定できなかった年を除き、観測史上最も遅い梅雨明けであった[a 316][a 317]。東北や梅雨のない北海道においても天候不順が長引き、東北では6年ぶりに梅雨明けが特定されなかった[a 318]。6月から8月中旬までの日照時間が全国的に前年比75%-82%となり、7月においては、北日本と西日本の日本海側の地域平均の月間日照時間が、統計を取り始めた昭和20年以降の最少値となる。北日本では日照不足に加えて降水量も例年の2倍を超える雨となった[a 319]。
  - 秋季
    - 9月 - 秋雨前線の活動が弱く、全国19観測点で降水量の最小記録を更新。北海道から沖縄県まですべての地域において平年降水量を大きく下回る[a 320]。
    - 10月 - 降水量が台風18号や20号の影響などにより、沖縄県、奄美大島においては約2倍に達して日照時間も少なく、沖縄・名護においては平年の69%の120・4時間で観測史上最短となる。太平洋側の地域おいても平年より多かった。鹿児島県・沖永良部、北海道・根室では観測史上2番目の多雨となる[a 321][a 322]。黄砂が松江、下関、福岡、佐賀、長崎、沖縄、石垣、宮古島市の8カ所で1992年の那覇以来、17年ぶりに観測された[a 323][a 324]。
- 災害
  - 7月19日からの雨で西日本を中心に大きな被害がでる。7月21日に、山口県美祢市で、この日1時間に90・5mmの「猛烈な雨」を記録、同県防府市では、土石流が治山ダムの破壊や特別養護老人ホームなどを襲う。山口市でも約2万9300世帯が断水、県全体で6名死亡11名不明。鳥取県では1名死亡。山陽新幹線が上下158本運休[a 325]。
  - 7月24〜26日には豪雨被害が九州・中国地方で拡大。1時間当たりの最大降水量、24時間降水量が各地の観測史上最大を記録。福岡県8名死亡2名不明。長崎県で1名死亡。大分県で1名死亡。佐賀県で1名死亡。広島県で1名死亡[a 326][a 327]。（平成21年7月中国・九州北部豪雨）
  - 8月9〜11日 - 9日、午後に熱帯低気圧から台風になった9号の影響で、被害の大きかった兵庫県佐用町では、24時間降水量が観測以来最大の327ミリを記録。10日には、千葉県佐倉市においても1時間に65ミリと軒並み各地で観測史上最大を記録した。兵庫県20名死亡2名不明、岡山県で1名死亡、徳島県1名死亡1名不明、長野県1名死亡の被害をだす。夜間の避難中に流されて被害にあう事例がみられた[a 328][a 329]。（平成21年台風第9号）
  - 8月11日 - 早朝、午前5時7分頃、静岡県駿河湾を震源とするマグニチュード6.5の地震が発生。焼津市等で震度6弱を観測した。この地震で静岡県で1名死亡1都3県で112名の負傷者となる。東名高速道路が牧之原市で一部崩落、下り線は静岡IC-焼津ICで8月12日まで、上り線の袋井IC-焼津ICが8月15日一杯まで通行止めとなった。中部電力浜岡原子力発電所も運転を停止して再開の目処がたっていないなど静岡県を中心に被害が発生した[a 330][a 331][a 332]。東海道新幹線おいても始発から2時間全面運休などの影響がでている[a 333]。（駿河湾地震）
  - 12月17日〜21日 - 静岡県伊豆半島東方沖を震源とする群発地震が発生。午後すぎから無感地震が発生し、夕方以降から有感地震も相次いで観測される。その後、午後11時45分頃に起きた地震で伊東市で震度5弱の揺れを観測する地震が発生し、気象庁は「1週間程度は同規模の地震が発生する可能性がある」として注意を呼び掛けた。さらに、翌18日の午前8時45分頃にも伊東市で震度5弱の揺れを観測する地震が発生。同庁は19日に「鎮静化する兆候がみられない」として注意を呼び掛けたが、次第に地震回数が減少していった。なお、18日の午前0時40分頃までは震度2以下の地震もすべて「震度に関する情報」として発表していたが、それ以降から21日までは、震度2以下は「地震回数に関する情報」として情報発表を簡略化した（震度3以上はこれまでどおり「震度速報」として発表）。

### 梅雨
- 8月14日 - 気象庁が東北地方での梅雨明けの発表を断念。梅雨明けなしは史上2回目。
- 9月1日 - 気象庁は梅雨明けの見直しが行われ、梅雨明けは北陸、中国で特定せずと修正した。中国は1993年以来、2回目、北陸は1993年以来、2回目となった。東北地方は北部と南部に分けて梅雨明け特定できなかったのはいずれの地域とも2003年以来6年ぶりで、北部は5回目、南部は4回目となった。

### 天文現象
- 7月22日 - 日本の一部で皆既日食を観測（2009年7月22日の日食）。

## 文化と芸術

### 流行
- 1991年ブーム（リバイバルブーム）

#### 流行語
ユーキャン新語・流行語大賞
以下に本年の受賞語を列記する。なお、肩書きや役職などは受賞当時のものである。
- 年間大賞
  - 政権交代（鳩山由紀夫 〈内閣総理大臣〉）
- トップテン入賞
  - こども店長（加藤清史郎 〈子役〉）
  - 事業仕分け（行政刷新会議と蓮舫率いる事業仕分け作業チーム）
  - 新型インフルエンザ（木村盛世 〈厚生労働医系技官〉）
  - 草食男子（小池徹平 〈ドラマ『おひとりさま』で草食男子を演じる〉、深澤真紀 〈コラムニスト・言葉の命名者〉）
  - 脱官僚（渡辺喜美 〈衆議院議員〉）
  - 派遣切り（関根秀一郎 〈派遣ユニオン書記長〉）
  - ファストファッション（益若つばさ）
  - ぼやき（野村克也 〈元東北楽天ゴールデンイーグルス監督〉）
  - 歴女 (レキジョ) （杏 〈女優〉）
- ノミネート語
  - 上記の他にエコカー減税・エコポイント、1000円高速、定額給付金、年越し派遣村、小沢ガールズ、オバマ政権・チェンジ、故人献金、ばらまき、国営マンガ喫茶、八ッ場ダム、1Q84、乙男（オトメン）、家電芸人、実物大ガンダム、キング・オブ・ポップ（マイケル・ジャクソン）、婚活、女子力、弁当男子など60語がノミネートされていた[c 12]。

#### ファッション
- レギンスの流行に続き、トレンカが流行。
- 990円ジーンズ
- エコバッグが浸透。
- ボブヘアが女性の間で流行。
- それまで実用的な日常着のイメージがあったしまむらが、10代〜20代の女性の間でファストファッションとして認知される。
- H&Mの日本上陸。

### 建築
竣工
解体

### 音楽
- 1月7日 - 『また君に恋してる』（坂本冬美）
- 1月21日 - 『シンシロ』（サカナクション）。同アルバムに『セントレイ』、『ネイティブダンサー（英語版）』収録。
- 2月18日 - 『milk』（aiko）
- 3月4日 - 『Believe/曇りのち、快晴』（嵐／矢野健太 starring Satoshi Ohno）
- 3月4日 - 『ピンホール』（OGRE YOU ASSHOLE、メジャー1枚目のシングル）
- 3月4日 - 『My SunShine』（ROCK'A'TRENCH）。フジテレビ系ドラマ『メイちゃんの執事』主題歌。
- 3月11日 -『アルトコロニーの定理』（RADWIMPS）。同アルバムに『オーダーメイド』、『おしゃかしゃま』収録。
- 3月25日 -『PHILOSOPHY』（清竜人、「第二回CDショップ大賞」準大賞作品）
- 4月22日 - 『THIS IS MY STORY』（THE BAWDIES、「第二回CDショップ大賞」大賞作品）
- 4月22日 - 『Don't say "lazy"』（桜高軽音部）
- 4月22日 - 『FACT』（FACT）
- 4月25日 - 『This Is My Shit』（80kidz）
- 4月29日 - 『嘘』（シド）。テレビアニメ『鋼の錬金術師 FULLMETAL ALCHEMIST』エンディングテーマ。
- 4月29日 - 『明日がくるなら』（JUJU）。映画『余命1ヶ月の花嫁』主題歌。
- 5月13日 - 『Love Forever』（加藤ミリヤ×清水翔太）
- 5月20日 - 『化身』（福山雅治）。フジテレビ系土曜ドラマ『魔女裁判』主題歌。
- 5月27日 - 『futuristic imagination』（School Food Punishment）。メジャーデビューシングル。ノイタミナ枠アニメ『東のエデン』エンディングテーマ。
- 6月1日 - 『Butterfly』（木村カエラ）
- 6月3日 - Superfly、自身初の配信限定シングル『Alright!!』配信開始。同曲はアルバム『Box Emotions』（「第二回CDショップ大賞」準大賞作品）に収録。
- 7月8日 - 『⊿』（Perfume）。同アルバムに『love the world』、『Dream Fighter』、『ワンルーム・ディスコ』収録。
- 7月15日 - 『STAY』（コブクロ）。TBS日曜劇場『官僚たちの夏』主題歌。
- 8月5日 - 『イチブトゼンブ』（B'z）。フジテレビ系月9ドラマ『ブザー・ビート〜崖っぷちのヒーロー〜』主題歌。
- 8月5日 - 『貴方の恋人になりたいのです』（阿部真央）
- 8月5日 - 『ももいろパンチ』(現ももいろクローバーZ)、初のシングル
- 8月12日 - 『君の知らない物語』（supercell、メジャー1枚目のシングル）。UHFアニメ『化物語』エンディングテーマ。
- 9月16日 - 『Rollin' Rollin'』（七尾旅人×やけのはら）
- 9月23日 - 『YELL/じょいふる』（いきものがかり）
- 9月30日 - 『春夏秋冬』（Hilcrhyme）
- 10月21日 - 『女々しくて』（ゴールデンボンバー）
- 11月4日 - 『only my railgun』（fripSide）。テレビアニメ『とある科学の超電磁砲』前期オープニングテーマ。
- 11月11日 - 『THE GENERATION 〜ふたつの唇〜』（EXILE）
- 11月11日 - 『未来へススメ! 』(現ももいろクローバーZ)
- 11月18日 - 『逢いたくていま』（MISIA）。TBS系日曜劇場『JIN-仁-』主題歌。

### 演劇
歌舞伎
宝塚歌劇団

### 映画
- 1月31日 - 愛のむきだし（監督：園子温）
- 1月31日 - 20世紀少年 第2章 最後の希望（監督：堤幸彦）
- 3月14日 - SR サイタマノラッパー（監督：入江悠）
- 5月23日 - 重力ピエロ（監督：森淳一）
- 5月23日 - インスタント沼（監督：三木聡）
- 5月30日 - ROOKIES -卒業-（監督：平川雄一朗）
- 6月20日 - 劒岳 点の記（監督：木村大作）
- 6月27日 - ディア・ドクター（監督：西川美和、主演：笑福亭鶴瓶）
- 6月27日 - 呪怨 白い老女/呪怨 黒い少女（監督：三宅隆太）
- 7月18日 - アマルフィ 女神の報酬（監督：西谷弘）
- 8月8日 - 南極料理人（監督：沖田修一、主演：堺雅人）
- 8月29日 - 20世紀少年 最終章 ぼくらの旗（監督：堤幸彦）
- 9月26日 - 空気人形（監督：是枝裕和）
- 9月26日 - のんちゃんのり弁（監督：緒方明、主演：小西真奈美）
- 10月10日 - ヴィヨンの妻 〜桜桃とタンポポ〜（監督：根岸吉太郎、主演：松たか子）
- 10月24日 - 沈まぬ太陽（監督：若松節朗、主演：渡辺謙）
- 10月31日 - 風が強く吹いている（監督：大森寿美男）

### テレビ

#### ドラマ
- 大河ドラマ『天地人』。エランドール賞作品賞[TV ガイド賞]（TV部門）。
- 1月 - 3月 - 『VOICE［ヴォイス］〜命なき者の声〜』（フジテレビ系月9）
- 1月 - 3月 - 『メイちゃんの執事』（フジテレビ系火9）
- 2月14日 - 『お買い物〜老夫婦の東京珍道中』（NHK総合テレビ）。ギャラクシー賞テレビ部門優秀賞。
- 3月 - 9月 - NHK連続テレビ小説『つばさ』
- 4月 - 6月 - 『ザ・クイズショウ』（日本テレビ系土曜ドラマ）
- 4月 - 6月 - 『BOSS』（フジテレビ系木曜劇場）
- 5月 - 7月 - 『MR.BRAIN』（TBS系土8）
- 7月 - 9月 - 『任侠ヘルパー』（フジテレビ系木曜劇場）
- 7月 - 9月 - 『ブザー・ビート〜崖っぷちのヒーロー〜』（フジテレビ系月9）
- 8月 - 9月 - 『救命病棟24時』（第4シリーズ）（フジテレビ系火9）
- 9月 - 2010年3月 - NHK連続テレビ小説『ウェルかめ』
- 10月 - 12月 - 『JIN-仁-』（TBS系日曜劇場）。ギャラクシー賞優秀賞・マイベストTV賞グランプリ。
- 10月 - 12月 - 『東京DOGS』（フジテレビ系月9）

#### 特撮
- 『仮面ライダーディケイド』平成仮面ライダーシリーズ第10作目。平成仮面ライダーシリーズ10周年記念作品。
- 『仮面ライダーW』平成仮面ライダーシリーズ第11作目。前作のディケイドが半年で終了したため、Wから9月から翌年の10月までの放送となった。
- 『侍戦隊シンケンジャー』スーパー戦隊シリーズ第33作目。

#### お笑い
コンテスト番組の優勝者
- 上方漫才大賞
  - 矢野・兵動（吉本興業）
- NHK上方漫才コンテスト
  - ギャロップ（吉本興業）
- ABCお笑い新人グランプリ　最優秀新人賞
  - 天竺鼠（吉本興業）
- 爆笑オンエアバトル チャンピオン大会（NHK、2008年度）
  - トータルテンボス（吉本興業）
- M-1グランプリ（テレビ朝日系）
  - パンクブーブー（吉本興業）
- R-1ぐらんぷり（フジテレビ系）
  - 中山功太（吉本興業）
- キングオブコント（TBS系）
  - 東京03（プロダクション人力舎）

### アニメ
アニメーション映画
- 3月7日 - ドラえもん 新・のび太の宇宙開拓史（監督：腰繁男）
- 6月27日 - ヱヴァンゲリヲン新劇場版:破（総監督：庵野秀明）
- 7月18日 - 劇場版ポケットモンスター ダイヤモンド&パール アルセウス 超克の時空へ（監督：湯山邦彦）
- 8月1日 - サマーウォーズ（監督：細田守）。文化庁メディア芸術祭アニメーション部門大賞。
- 11月21日 - マイマイ新子と千年の魔法（監督：片渕須直）。文化庁メディア芸術祭アニメーション部門優秀賞。
- 11月28日 - 東のエデン 劇場版I The King of Eden（監督：神山健治）

テレビアニメ
- 1月10日 - 『獣の奏者エリン』放送開始
- 4月2日 - 『けいおん!』第1期放送開始。作中に登場する楽器や関連楽曲にも注目が集まるなどの大きな反響があり社会現象となり翌年には第2期が放送された。
- 4月5日 - 『鋼の錬金術師 FULLMETAL ALCHEMIST』放送開始
- 4月9日 - 『東のエデン』放送開始
- 4月 - 『咲-Saki-』放送開始
- 4月 - 『涼宮ハルヒの憂鬱』第2期放送開始
- 7月 - 『狼と香辛料II』放送開始
- 7月 - 『化物語』放送開始
- 7月9日 - 『東京マグニチュード8.0』放送開始。文化庁メディア芸術祭アニメーション部門優秀賞。
- 10月2日 - 『とある科学の超電磁砲』放送開始
- 10月2日 - 『君に届け』放送開始
- 10月4日 - 『夢色パティシエール』放送開始
- 10月12日 - 『FAIRY TAIL』放送開始

放送開始* 10月 - 『生徒会の一存』放送開始
OVA

### ゲーム

#### コンピューターゲーム
アーケードゲーム
テレビゲーム
- 6月25日 - 任天堂がWiiの周辺機器「Wiiモーションプラス」を発売。またWiiモーションプラス専用のソフト『Wii Sports Resort』を同時発売。
- 8月1日 - 任天堂がWii（本体および各種周辺機器）の新色「クロ」を発売。またWiiの拡張コントローラ「クラシックコントローラ PRO」を発売。
- 8月1日 - カプコンがWii用ソフト『モンスターハンター3（トライ）』を発売。
- 8月11日 - Xbox 360用ソフトのダウンロード販売サービス「ゲーム オン デマンド」が開始。
- 9月10日 - マイクロソフトがそれまでのXbox 360 エリートからAVケーブルを省き価格を下げた新型エリートを発売。スタンダードモデルは在庫限りオープン価格に移行。
- 10月1日 - 任天堂がWiiの本体価格を25000円から20000円に改定。
- 10月15日 - 5pb.がXbox 360用ソフト『STEINS;GATE』を発売。
- 12月3日 - 任天堂がWii用ソフト『New スーパーマリオブラザーズ Wii』を発売。

携帯型ゲーム
- 6月18日 - 任天堂がニンテンドーDS用ソフト『トモダチコレクション』を発売。
- 7月2日 - セガがPSP用ソフト『初音ミク -Project DIVA-』を発売。
- 7月11日 - スクウェア・エニックスがニンテンドーDS用ソフト『ドラゴンクエストIX 星空の守り人』を発売。
- 9月3日 - コナミデジタルエンタテインメントがニンテンドーDS用ソフト『ラブプラス』を発売。
- 9月12日 - ポケモンがニンテンドーDS用ソフト『ポケットモンスター ハートゴールド・ソウルシルバー』を発売。
- 10月1日 - レベルファイブがニンテンドーDS用ソフト『イナズマイレブン2 脅威の侵略者 ファイア / ブリザード』を発売。
- 11月1日 - ソニー・コンピュータエンタテインメントが携帯型ゲーム機「PlayStation Portable go」を発売。
- 11月21日 - 任天堂が携帯型ゲーム機「ニンテンドーDSi LL」を発売。
- 11月26日 - レベルファイブがニンテンドーDS用ソフト『レイトン教授と魔神の笛』を発売。

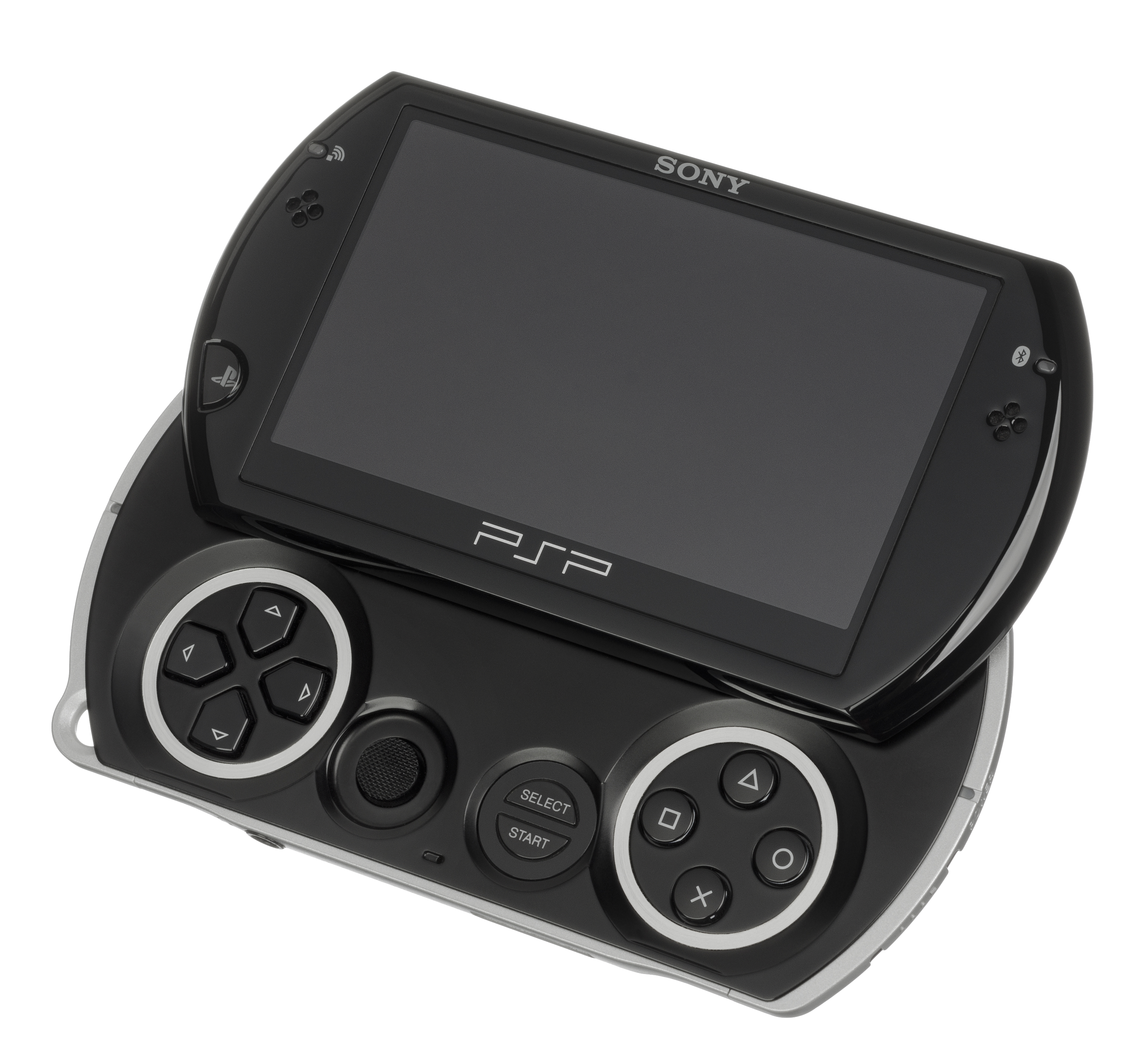
PlayStation Portable go
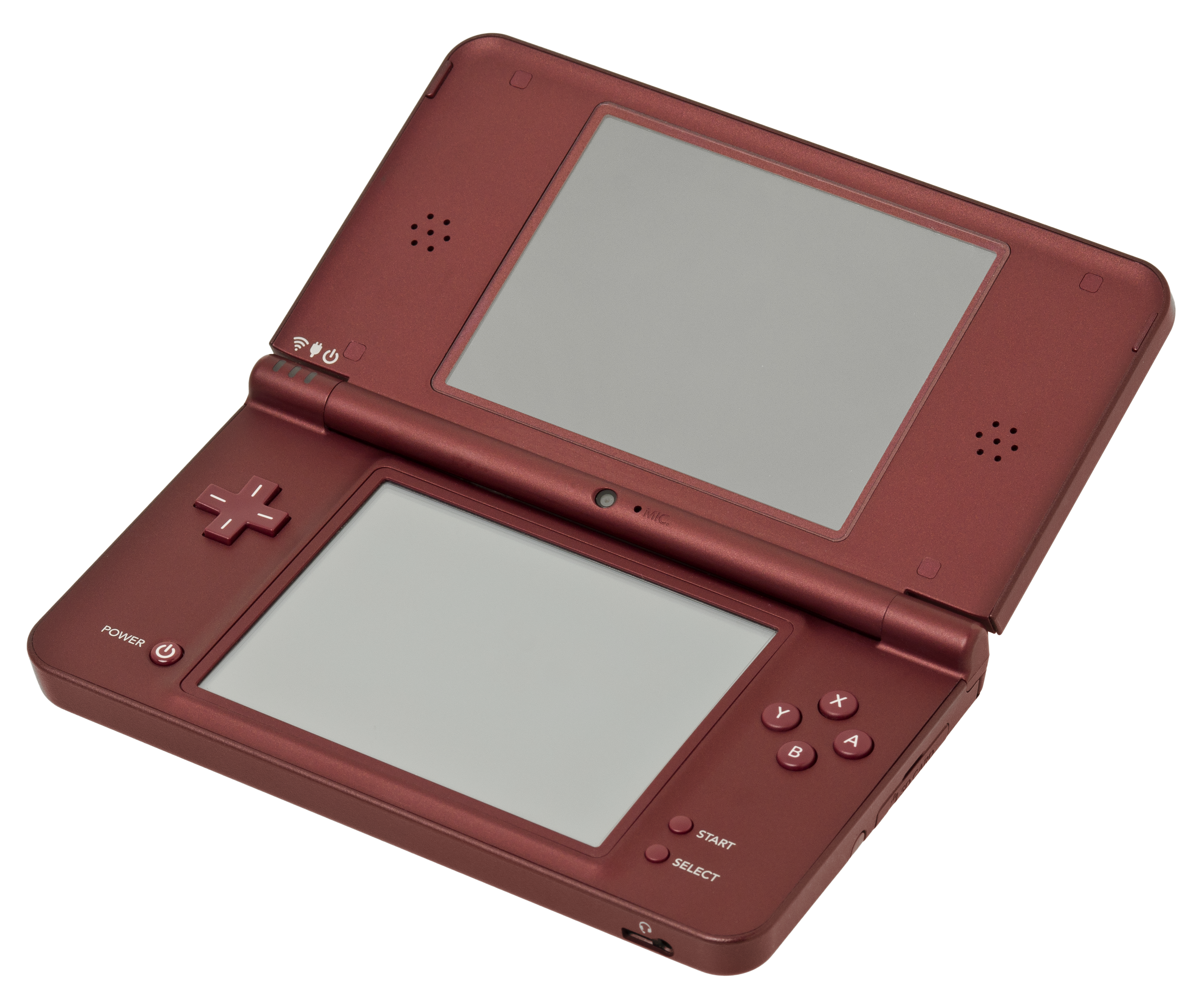
ニンテンドーDSi LL

### インターネット
開設
- 2月18日 - PiXA

## スポーツ

### 総合競技大会
- 第64回国民体育大会 (トキめき新潟国体)
- 第9回全国障害者スポーツ大会 (トキめき新潟大会)

### 各競技

#### モータースポーツ
- 全日本選手権フォーミュラ・ニッポン - ロイック・デュバル
- 全日本F3選手権 - マーカス・エリクソン
- SUPER GT
  - GT500 - 脇阪寿一、アンドレ・ロッテラー
  - GT300 - 織戸学、片岡龍也

## 誕生

### 1月
- 1月8日 - 西澤愛菜、子役
- 1月8日 - 赤間凛音、スケートボーダー
- 1月10日 - 大角ゆき、子役
- 1月30日 - 五十嵐陽向、元子役

### 2月
- 2月4日 - 髙橋來、子役
- 2月7日 - 渡辺莉奈、日向坂46
- 2月9日 - 坂元愛登、俳優
- 2月13日 - 外川燎、子役
- 2月20日 - 木村咲愛、元さくら学院

### 3月
- 3月2日 - 仲邑菫、囲碁棋士
- 3月6日 - 青島もも、アーティスト
- 3月10日 - 林美澪、元SKE48、元モデル
- 3月14日 - 坂井新奈、日向坂46
- 3月16日 - 榎本月海、ファッションモデル

### 4〜６月
- 5月8日 - 石田星空、子役
- 5月9日 - 角谷瑠菜、サッカー選手
- 5月20日 - 矢崎由紗、子役

### 7〜9月
- 7月15日 - 伊藤篤志、関西ジャニーズJr. (Boys be)
- 7月29日 - 須田理央、子役
- 7月31日 - 梶原叶渚、モデル
- 9月1日 - 鎌田英怜奈、子役、モデル

### 10〜12月
- 11月27日 - 堰沢結愛、女優
- 12月9日 - 西川愛莉、子役
- 12月16日 - 白水ひより、女優

## その他
この年度の新成人は全員、平成元年度生まれになるため、「新成人が全員平成生まれ」の最初の年となった。

### 報道
1. ↑  青森で9万世帯断水、陸自派遣要請 産経新聞 2009年1月1日付。2009年2月11日時点のアーカイブ
2. ↑  全世帯送水再開へ 企業団引き続き節水呼びかけ 読売新聞 2009年1月6日付
3. ↑  永田元衆院議員が自殺、北九州のマンションから飛び降り 読売新聞 2009年1月4日付
4. ↑  通常国会が開幕＝首相「成果問う」、小沢氏「歴史的な年」-衆院選へ与野党対決 時事新報 2009年1月5日付
5. ↑  株券電子化、順調な滑り出し 制度の周知徹底が課題に 日本経済新聞 2009年1月6日付
6. ↑  赤羽さん無事解放＝しっかりとした受け答えも-「卑劣な誘拐」と非難・外務省 時事通信 2009年1月8日付
7. ↑  赤羽さん家族と帰国 中部国際空港に到着 産経新聞 2009年1月13日付
8. ↑  サッシ5社、防火窓で性能偽装 日本経済新聞 2009年1月9日付
9. ↑  青森朝日放送視聴不能に 八戸などの16万世帯 産経新聞 2009年1月11日付
10. ↑  青森朝日放送中継局、11時間ぶり送信再開…倒木で停電 読売新聞 2009年1月11日付
11. ↑  50歳の無職男を逮捕 大阪・生野のタクシー運転手刺殺 産経新聞 2009年1月11日付
12. ↑  職員採用汚職で八幡市副市長を逮捕 京都府警 産経新聞 2009年1月12日付
13. ↑  渡辺氏が自民離党＝「天下り公認」と首相批判 時事通信 2009年1月13日付
14. ↑  渡辺氏らが政策集団「国民運動体」 2月に準備会合「脱官僚目指す」 産経新聞 2009年1月16日付
15. ↑  岐阜・中津川一家6人殺傷 原被告に無期懲役 中日新聞 2009年1月13日付
16. ↑  松浪内閣府政務官を罷免＝後任に岡本芳郎氏 時事通信 2009年1月14日付
17. ↑  【中央大事件】刺された理工学部教授死亡 30歳ぐらいの男追う 捜査本部 産経新聞 2009年1月14日
18. ↑  西松建設の資金に複数ルート、タイ受注工作や献金か 読売新聞 2009年11月14日付
19. ↑  タミフル効かないインフル、11都道府県で確認 Aソ連型か別タイプか 産経新聞 2009年1月17日付
20. ↑  病院で101人インフルエンザ感染 3人死亡、国内最大規模 産経新聞 2009年1月17日付
21. ↑  衛星「いぶき」21日に打ち上げ 温室効果ガス、網羅的に観測 産経新聞 2009年1月12日付. 2009年1月25日閲覧.
22. ↑  H2A打ち上げ成功 「まいど1号」など最多8基搭載 産経新聞 2009年1月23日付. 2009年1月25日閲覧.
23. ↑  「いぶき」撮影の画像公開 相乗りの7基が鮮明に 産経新聞 2009年1月25日付. 2009年1月25日閲覧.
24. ↑  「ジュエリーマキ」の三貴が民事再生法申請 負債総額は117億円 産経新聞 2009年1月21日付
25. ↑  ボルト4本が同時に破断か 大分のタラップ落下事故 産経新聞 2009年1月24日付
26. ↑  いぶき、打ち上げ成功 まいど1号など6基の分離確認 日本経済新聞 2009年1月23日付
27. ↑  【被害者参加制度】事故遺族「実刑を」と量刑に意見 東京地裁で2件 産経新聞 2009年1月23日付
28. ↑  古田氏が再選、岐阜県知事選 産経新聞 2009年1月25日閲覧
29. ↑  民主党支援の無所属新人、吉村氏が当選、山形県知事選 産経新聞 2009年1月25日閲覧
30. ↑  丸井今井が民事再生法申請、負債502億円 日本繊維新聞 2009年1月29日付
31. ↑  堤元会長らに賠償命令 西武株偽装で損害 産経新聞 2009年1月31日付
32. ↑  桜島で噴火、警戒レベルを引き上げ 日本経済新聞 2009年2月2日閲覧
33. ↑  浅間山が噴火 噴煙の高さ300メートル 産経新聞 2009年2月2日閲覧
34. ↑  「鹿島裏金」コンサル社長ら5人逮捕 脱税容疑 産経新聞 2009年2月9日付
35. ↑  事故米の不正転売、三笠フーズ社長ら逮捕 産経新聞 2009年2月10日閲覧
36. ↑  24、25、26度…全国105地点で2月の最高気温 朝日新聞 2009年2月14日付
37. ↑  中川財務相が辞任「首相から慰留の言葉はなかった」 産経新聞 2009年2月17日付. 2009年3月4日閲覧.
38. ↑  
西尾市長を逮捕 名地検特捜部、６００万円受託収賄容疑 中日新聞 2009年2月18日付
39. ↑  日本作品がダブル受賞＝「おくりびと」に外国語映画賞-米アカデミー賞 時事通信 2009年2月23日付
40. ↑  ローソン、am/pmの子会社化を正式発表、東京都心部の店舗網を強化 日経BPネット 2009年2月26日付
41. ↑  三重の近鉄線で電車脱線 産経新聞 2008年2月27日閲覧
42. ↑  JR九州、ICカード乗車券「SUGOCA」サービス開始 毎日新聞 2009年3月1日閲覧
43. ↑  西松献金、小沢氏公設第1秘書らを逮捕 産経新聞 2009年3月3日閲覧
44. ↑  定額給付金支給へ、2次補正関連法が成立…小泉・小野氏造反 読売新聞 2009年3月5日閲覧
45. ↑  桜島が爆発的噴火 噴石飛散 朝日新聞 2009年3月10日閲覧
46. ↑  損保ジャパンと日本興亜、統合を発表 システム費20-30%削減 日本経済新聞 2009年3月13日付. 2009年3月14日閲覧.
47. ↑  カルデロンさん一家、長女・のり子さんだけ日本残留 読売新聞 2009年3月13日付. 2009年3月14日閲覧.
48. ↑  最終ブルトレの雄姿、目に焼き付け 産経新聞 2009年3月14日閲覧
49. ↑  香川・坂出3人殺害事件、被告に死刑判決 四国新聞社 2009年3月16日閲覧
50. ↑  はとバスOG復活 運行60周年『昭和のガイド』案内、母娘も 東京新聞 2009年3月19日付
51. ↑  甲子園球場がリニューアル 産経新聞 2009年3月15日付. 2009年11月15日閲覧.
52. ↑  甲子園遊歩道れんがに選抜出場校名 産経新聞 2009年3月15日付. 2009年11月15日閲覧.
53. ↑  甲子園の芝生が大阪府の小学校グラウンドに 橋下知事の始球式が縁 産経新聞 2009年11月12日付. 2009年11月15日閲覧.
54. ↑  旧吉田茂邸が全焼 産経新聞 2009年3月22日閲覧
55. ↑  成田で貨物便炎上 産経新聞 2009年3月23日閲覧
56. ↑  二審も無期判決 秋田連続児童殺害事件 産経新聞 2009年3月25日閲覧
57. ↑  新広島市民球場の完成を祝う 中国新聞 2009年3月28日閲覧
58. ↑  【千葉知事選】100万票の大台 森田健作氏が初当選 産経新聞 2009年3月30日付. 2009年4月1日閲覧.
59. ↑  【お知らせ】山口県内の本紙・西スポ、今月限りで休止します 西日本新聞 2009年3月10日付. 2009年4月1日閲覧.
60. ↑  楽天、TBS全株売却 買収断念、3年半の攻防決着へ 日本経済新聞 2009年3月31日付. 2009年4月1日閲覧.
61. ↑  18番目の政令指定都市 岡山市が誕生セレモニー 産経新聞 2009年4月1日付
62. ↑  岡山が18番目の政令市に 来春、前橋などは中核市 岡山市が政令指定都市に移行 産経新聞 2008年10月10日付
63. ↑  【北ミサイル】政府の発射情報は誤探知 産経新聞 2009年4月4日付. 2009年4月26日閲覧.
64. ↑  【北ミサイル】「率直におわびしたい」河村官房長官 発言詳報 産経新聞 2009年4月4日付. 2009年4月26日閲覧.
65. ↑  【北ミサイル】発射騒動に列島混乱 産経新聞 2009年4月4日付. 2009年4月26日閲覧.
66. ↑  【北ミサイル】発射誤情報…無関係な航跡発端 伝達の迅速さと正確さの両立課題 産経新聞 2009年4月5日付. 2009年4月26日閲覧.
67. ↑  【北ミサイル発射】ヒューマンエラーと防衛相が誤発表を陳謝 産経新聞 2009年4月7日付. 2009年4月26日閲覧.
68. ↑  【北ミサイル】防衛省が「発射」誤報を秋田県に送信 産経新聞 2009年4月4日付. 2009年4月26日閲覧.
69. ↑  【北ミサイル】秋田県が「ミサイル発射」と誤報 産経新聞 2009年4月4日付. 2009年4月26日閲覧.
70. ↑  【北ミサイル発射】東方向に1発 産経新聞 2009年4月5日付. 2009年4月5日閲覧.
71. ↑  【北ミサイル発射】日本政府、「飛翔体」発射を確認 産経新聞 2009年4月5日付. 2009年4月25日閲覧.
72. ↑  【北ミサイル発射】いつまで「飛翔体」? 新呼称「ミサイル関連飛翔体」も 産経新聞 2009年4月7日付. 2009年4月25日閲覧.
73. ↑  【北ミサイル】発射は「ミサイル」と断定 官房長官 産経新聞 2009年4月10日付. 2009年4月25日閲覧.
74. ↑  【北ミサイル発射】北朝鮮「衛星打ち上げ成功」と発表 産経新聞 2009年4月5日付. 2009年4月26日閲覧.
75. ↑  【北ミサイル発射】「歴史に特記すべき慶事」 北政府当局者 産経新聞 2009年4月6日付. 2009年4月26日閲覧.
76. ↑  【北ミサイル発射】総まとめ!北朝鮮の「言い分」 産経新聞 2009年4月6日付. 2009年4月26日閲覧.
77. ↑  【北ミサイル発射】麻生首相「極めて遺憾だ」「国民は冷静に対処し感謝」 産経新聞 2009年4月5日付. 2009年4月5日閲覧.
78. ↑  【北ミサイル発射】河村官房長官会見（5日午後1時）「安全保障上、重大な挑発行為だ」 産経新聞 2009年4月5日付. 2009年4月5日閲覧.
79. ↑  【北ミサイル発射】衆院本会議で、北朝鮮非難の国会決議を採択 産経新聞 2009年4月7日付. 2009年4月26日閲覧.
80. ↑  【北ミサイル発射】衆院の北朝鮮抗議決議全文 産経新聞 2009年4月7日付. 2009年4月26日閲覧.
81. ↑  【北ミサイル発射】衆院決議に反対の共産・穀田氏「安保理決議違反断定は容認できず」 産経新聞 2009年4月7日付. 2009年4月26日閲覧.
82. ↑  【舞鶴・少女殺害事件】60歳男を逮捕 産経新聞 2009年4月7日閲覧
83. ↑  参院が北朝鮮抗議決議採択 産経新聞 2009年4月8日付. 2009年4月26日閲覧.
84. ↑  参院も北朝鮮非難決議を採択 腰が引けた野党案提示の場面も 産経新聞 2009年4月9日付. 2009年4月26日閲覧.
85. ↑  両陛下、ご結婚50周年 毎日新聞 2009年4月10日閲覧
86. ↑  東京・大手町一丁目市街地再開発事業が4月に完成 大手町地区連鎖型再開発第一弾 日経トレンディネット 2009年3月9日付. 2009年4月1日閲覧.
87. ↑  【秋田県知事選】自民県連支持候補が初当選 産経新聞 2009年4月12日閲覧
88. ↑  郵便法違反：ベスト電器幹部らを逮捕 毎日新聞 2009年4月16日付. 2009年4月23日閲覧.
89. ↑  毒物カレー事件、被告の上告を棄却 産経新聞 2009年4月21日閲覧
90. ↑  55年続いた道路特定財源廃止へ、一般財源化法が成立 読売新聞 2009年4月22日付. 2009年4月22日閲覧.
91. ↑  千葉市長を逮捕 産経新聞 2009年4月22日付. 2009年4月22日閲覧.
92. ↑  貿易赤字、28年ぶり 08年度、輸出は最大の16%減 日本経済新聞 2009年4月22日付. 2009年4月23日閲覧.
93. ↑  09年の世界経済、マイナス1.3%成長に IMF見通し 日本経済新聞 2009年4月22日付. 2009年4月23日閲覧.
94. ↑  「被害者と遺族に申し訳ない」 バラバラ殺人時効で警視庁捜査1課長 産経新聞 2009年4月23日閲覧
95. ↑  名古屋市長選：河村たかし氏が初当選 毎日新聞 2009年4月26日閲覧
96. ↑  【豚インフル】閣僚会合 産経新聞 2009年4月27日閲覧
97. ↑  厚生労働省、新型インフルエンザ発生宣言 産経新聞 2009年4月28日閲覧
98. ↑  厚労相声明 産経新聞 2009年4月28日閲覧
99. ↑  【新型インフル】国内初の「感染疑い例」はカナダから帰国の横浜市の高校生 産経新聞 2009年5月1日閲覧
100. ↑  横浜の高校生、新型ではない 毎日新聞 2009年5月1日閲覧
101. ↑  愛知の一家殺傷、強い恨み動機か 死亡の2人を執拗に暴行 日本経済新聞 2009年5月6日付. 2009年5月16日閲覧.
102. ↑  郵便法違反：健康食品社長逮捕へ 産経新聞 2009年5月8日閲覧
103. ↑  【新型インフル】カナダから帰国の高校生ら3人感染確認 産経新聞 2009年5月9日閲覧
104. ↑  被告に猶予つき判決、懲役3年 執行猶予5年 スポーツニッポン 2009年5月11日閲覧
105. ↑  小沢代表、辞意表明 毎日新聞 2009年5月11日閲覧
106. ↑  【幼児3人死亡事故控訴審】1審判決を破棄、危険運転致死傷罪適用で懲役20年 産経新聞 2009年5月15日閲覧
107. ↑  西松建設、4億7000万円の献金認める 報告書公表「前社長が主導」 日本経済新聞 2009年5月15日付
108. ↑  【新型インフル】厚労省、初の国内発生を確認 産経新聞 2009年5月16日閲覧
109. ↑  学校7日間休校、まつりも中止 神戸市が感染経路を追跡調査 日本経済新聞 2009年5月16日付. 2009年5月17日閲覧.
110. ↑  民主党新代表に鳩山氏 産経新聞 2009年5月16日閲覧
111. ↑  橋下知事、大阪府全域の中高に休校を要請 讀賣新聞 2009年5月18日付. 2009年5月18日閲覧.
112. ↑  郵便法違反事件：新大阪支店長逮捕 産経新聞 2009年5月19日閲覧
113. ↑  厚生労働省係長逮捕 産経新聞 2009年5月26日閲覧
114. ↑  【さいたま市長選】清水氏、乱戦制し初当選 産経新聞 2009年5月24日閲覧
115. ↑  火災現場から二遺体：東京・板橋区 産経新聞 2009年5月25日閲覧
116. ↑  横浜開港150周年式典 産経新聞 2009年5月30日閲覧
117. ↑  認知機能検査スタート 免許更新75歳以上義務化 東京新聞 2009年6月1日付
118. ↑  改正薬事法施行 コンビニなど参入、24時間バトルスタート 産経新聞 2009年6月1日付
119. ↑  薬の販売こう変わった 改正薬事法のポイント 産経新聞 2009年6月1日付
120. ↑  山口のホテルでガス中毒 1名死亡 産経新聞 2009年6月3日閲覧
121. ↑  静岡空港が開港 予約苦戦、不安な離陸 中日新聞 2009年6月4日閲覧
122. ↑  足利事件、Sさん釈放 産経新聞 2009年6月4日閲覧
123. ↑  製錬所で事故 毎日新聞 2009年6月13日閲覧
124. ↑  郵便不正：厚労省局長を逮捕 毎日新聞 2009年6月14日閲覧
125. ↑  民主推薦の31歳熊谷氏初当選 産経新聞 2009年6月14日閲覧
126. ↑  セブンイレブンに排除命令 「見切り販売」制限を「不当」と認定 産経新聞 2009年10月4日閲覧
127. ↑  足利事件、再審決定 産経新聞 2009年6月23日閲覧
128. ↑  【パチンコ店放火】身勝手な殺意 自暴自棄の末 産経新聞 2009年9月30日閲覧
129. ↑  兵庫県知事選、井戸氏が再選 産経新聞 2009年7月5日閲覧
130. ↑  静岡県知事選、川勝氏が当選 産経新聞 2009年7月5日閲覧
131. ↑  自公過半数割れ 都議会、民主が第一党 『麻生降ろし』強まる 東京新聞 2009年7月13日閲覧
132. ↑  北海道・大雪山系遭難：10人死亡 毎日新聞 2009年7月17日閲覧
133. ↑  【きぼう】ついに完成 日本初の有人宇宙施設 産経新聞 2009年7月20日閲覧
134. ↑  【衆院解散】小泉、河野、藤井…引退・不出馬は25人 産経新聞 2009年7月21日閲覧
135. ↑  【皆既日食】硫黄島洋上で完璧な「黒い太陽」 産経新聞 2009年7月22日閲覧
136. ↑  【山口土砂崩れ】「政府一体で対応を」首相が林防災担当相に指示 産経新聞 2009年8月2日閲覧
137. ↑  麻生首相、29日に現地視察で調整 山口・福岡などの豪雨災害 産経新聞 2009年7月27日閲覧
138. ↑  【09衆院選】渡辺氏、新党参加を要請 浅尾氏も理解示す 産経新聞 2009年7月26日閲覧
139. ↑  【仙台市長選】奥山氏 幅広く支持獲得 豊富な行政経験で浸透 仙台市長に奥山氏 初の女性市長 産経新聞 2009年7月28日閲覧
140. ↑  【横浜・中田会見】（1）「衆院選に出るつもりない」 産経新聞 2009年7月28日閲覧
141. ↑  「光一、よくがんばった」 若田さん母親ら喜びの声 産経新聞 2009年8月1日付.2009年8月3日閲覧
142. ↑  【裁判員初公判】起訴内容認める 裁判員は女性5人男性1人 産経新聞 2009年8月3日閲覧
143. ↑  原爆症訴訟 首相と原告団が確認書に署名 敗訴も基金で救済へ 産経新聞 2009年8月6日閲覧
144. ↑  【パチンコ店放火】5人目の死者 重症だった50歳男性 産経新聞 2009年9月30日閲覧
145. ↑  【新型インフル】初の死者は宜野湾市の57歳男性 心筋梗塞の治療歴 産経新聞 2009年8月16日閲覧
146. ↑  【09衆院選】「政権選択」が焦点 衆院選公示 産経新聞 2009年8月19日閲覧
147. ↑  日産自動車の本社が18日に横浜へ移転、松沢県知事の夢もふくらむ=神奈川 PJ NEWS 2009年11月30日閲覧
148. ↑  【新型インフル】「本格的な流行が始まった」舛添厚労相 産経新聞 2009年8月19日閲覧
149. ↑  【新型インフル】正式に「流行」入り 国立感染症研究所 産経新聞 2009年8月21日閲覧
150. ↑  カーネル人形、8月一般公開へ 「水都大阪2009」に登場、設置は甲子園か 産経新聞 2009年8月8日閲覧
151. ↑  「水都大阪」きょう開幕 前夜祭で光と水が都心彩る 産経新聞 2009年8月22日閲覧
152. ↑  「水都大阪」閉幕、来場は190万人 市長「来年以降も継続」 産経新聞 2009年10月20日閲覧
153. ↑  投票率69.28%、小選挙区導入後では最高 朝日新聞 2009年8月31日閲覧
154. ↑  【09衆院選】期日前投票は1398万人 郵政選挙の1・56倍 産経新聞 2009年8月30日閲覧
155. ↑  【茨城県知事選】橋本氏、保守分裂選制し5選 「これから困難」 産経新聞 2009年8月31日閲覧
156. ↑  横浜市長に林氏が初当選 政令都市で女性2人目 産経新聞 2009年8月31日閲覧
157. ↑  消費者庁発足は9月1日 初代長官は内田前内閣府事務次官 産経新聞 2009年8月4日付
158. ↑  消費者庁が製品事故13件を初公表 産経新聞 2009年9月1日閲覧
159. ↑  三輪、一部オートバイに 警察庁が規則改正へ 産経新聞 2009年9月1日閲覧
160. ↑  報酬制限で国際基準 産経新聞 2009年9月6日付. 2009年9月11日閲覧.
161. ↑  民主、社民、国民新の3党首、連立政権合意 “組閣”加速へ。 産経新聞 2009年9月10日閲覧
162. ↑  地上波放送195社、初の赤字212億円 08年度 朝日新聞 2009年9月11日閲覧
163. ↑  岡山市長選で高谷氏再選 産経新聞 2009年9月13日閲覧
164. ↑  123年の歴史に幕、最後の事務次官会議「閣僚にものを言うことも必要」 産経新聞 2009年9月15日閲覧
165. ↑  【新政権発足】官邸主導へ側近集結 次官会見廃止 中央突破アピール 産経新聞 2009年9月17日閲覧
166. ↑  【新政権発足】平野官房長官 次官会見廃止は言論統制にあらず 産経新聞 2009年9月17日閲覧
167. ↑  官僚会見禁止問題「事実説明がいけないわけではない」川端文科相 産経新聞 2009年9月20日閲覧
168. ↑  麻生内閣が総辞職、首相会見「道半ばの退任、残念」 産経新聞 2009年9月16日閲覧
169. ↑  鳩山由紀夫首相が誕生 16年ぶりに政権交代 産経新聞 2009年9月16日閲覧
170. ↑  【鳩山会見（1）】「身震いするような感激と重い責任」（16日夕） 産経新聞 2009年9月16日閲覧
171. ↑  皇居での親任・認証式終了 鳩山連立政権が発足 産経新聞 2009年9月16日閲覧
172. ↑  HTVドッキング「完璧な成功」 有人化に弾み 産経新聞 2009年10月5日閲覧
173. ↑  「シルバーウイーク」スタート 空の便、鉄道、高速が混雑。 産経新聞 2009年9月19日閲覧
174. ↑  【プロ野球】巨人が3連覇 リーグ42度目の優勝 産経新聞 2009年11月17日閲覧
175. ↑  堺市長選 橋下府知事が全面支援した新人の竹山氏が初当選 産経新聞 2009年9月27日閲覧
176. ↑  自民党新総裁に谷垣元財務相を大差で選出 産経新聞 2009年9月28日閲覧
177. ↑  国内最古の旧石器を出雲で発見 12万年前、これまでより3倍古く 産経新聞 2009年9月29日閲覧
178. ↑  島根・出雲の国内最古の旧石器は2つの層から出土 朝鮮半島と共通の石材も 産経新聞 2009年10月2日閲覧
179. ↑  12万年前、日本最古の石器＝列島の人類史探る資料-島根 時事通信 2009年9月30日閲覧
180. ↑  子宮頸がんワクチン承認 厚労省 産経新聞 2009年9月29日閲覧
181. ↑  16独立行政法人への30人の天下りが凍結へ 産経新聞 2009年9月30日閲覧
182. ↑  前原国交相が空港整備で特別会計を見直しへ 不採算空港の整備中止 産経新聞 2009年9月29日閲覧
183. ↑  【八ツ場ダム】前原国交相「中止になるので概算要求に盛り込まない」 産経新聞 2009年9月29日閲覧
184. ↑  【新型インフル】ワクチン接種2回で6150円 住民税非課税世帯は無料 産経新聞 2009年10月1日閲覧
185. ↑  【五輪招致】15歳のプレゼン 産経新聞 2009年10月2日閲覧
186. ↑  【五輪招致】夢は1回で実現しない 市原JOC専務理事 産経新聞 2009年10月3日閲覧
187. ↑  【五輪招致】東京が落選 2016年五輪はリオデジャネイロ 産経新聞 2009年10月3日閲覧
188. ↑  第3種郵便割引、窓口の半数が審査怠る 検査院調べ 日本経済新聞 2009年10月11日閲覧
189. ↑  郵便割引、不備把握後も280万通発送 朝日新聞 2009年10月11日閲覧
190. ↑  【プロ野球】日本ハムが2年ぶりリーグ優勝 産経新聞 2009年11月17日閲覧
191. ↑  ウィニー開発者に逆転無罪 産経新聞 2009年10月9日閲覧
192. ↑  Winny 開発者裁判は最高裁へ、大阪高検が上告 INTERNET Watch 2009年11月1日閲覧
193. ↑  前原国交相 21年度中に国直轄ダムを凍結 産経新聞 2009年10月10日閲覧
194. ↑  米国産牛肉にBSE特定危険部位混入 産経新聞 2009年7月22日付
195. ↑  米国産牛肉に特定危険部位混入 3例目 朝日新聞 2009年10月27日閲覧
196. ↑  ICNND最終会合が開幕 共同通信 2009年10月30日閲覧
197. ↑  削減目標は核兵器2千発以下 共同通信 2009年10月30日閲覧
198. ↑  【新型インフル】国産ワクチン「1回接種」へ、4000万人分に広がる 産経新聞 2009年10月17日閲覧
199. ↑  【新型インフル】妊婦らの接種回数は引き続き検討 産経新聞 2009年10月20日閲覧
200. ↑  【新型インフル】突然の政務官介入…ワクチン接種回数めぐり二転三転 産経新聞 2009年10月27日閲覧
201. ↑  【新型インフル】ワクチン接種はどうなったの？ 産経新聞 2009年10月29日閲覧
202. ↑  【新型インフル】妊婦は注意、接種ワクチンに保存剤含む場合も 産経新聞 2009年10月31日閲覧
203. ↑  【新型インフル】ワクチン接種回数、原則1回で合意 厚労省の専門家会議 産経新聞 2009年11月11日閲覧
204. ↑  【新型インフル】季節性ワクチンも足りない 医療機関が混乱 産経新聞 2009年11月11日閲覧
205. ↑  【新型インフル】子供に新型インフルワクチン、全国に先駆けスタート 大阪 産経新聞 2009年11月16日閲覧
206. ↑  新型インフル 流行本格化 肺炎、脳症…“兆し”見逃すな 産経新聞 2009年11月16日閲覧
207. ↑  体温計で体調チェック 種類や機能の確認を 平熱の把握も大切 産経新聞 2009年11月21日閲覧
208. ↑  【新型インフル】ワクチン安全性は「十分」 厚労省検討会 産経新聞 2009年11月21日閲覧
209. ↑  【新型インフル】相次ぐ前倒しに現場混乱、相談100件の病院も 産経新聞 2009年11月22日閲覧
210. ↑  【新型インフル】インフル脳症、8割が発熱の翌日までに発症 産経新聞 2009年11月25日閲覧
211. ↑  【新型インフル】ワクチンの副作用は想定の範囲 WHO事務局長特別顧問 産経新聞 2009年11月27日閲覧
212. ↑  【新型インフル】ワクチン調査団カナダへ GSKや保健当局訪問 産経新聞 2009年11月30日閲覧
213. ↑  ユニーと伊藤忠が資本業務提携 伊藤忠がユニー株3%取得へ 日本経済新聞 2009年11月12日閲覧
214. ↑  am/pm、ファミリーマートが買収へ 伊藤忠と共同 日本経済新聞 2009年11月12日閲覧
215. ↑  成田・B滑走路2500mに延伸、22日供用開始 読売新聞 2009年10月17日付
216. ↑  相模原市の来年4月政令市入りが閣議決定 全国19番目 産経新聞 2009年10月23日閲覧
217. ↑  【参院補選】「鳩山内閣を評価してもらった」当選の金子氏、声詰まらせ 産経新聞 2009年10月27日閲覧
218. ↑  【参院補選】勝利の土田氏に当選証書 静岡 産経新聞 2009年10月28日閲覧
219. ↑  【宮城知事選】現職・村井氏が64万7734票で再選 産経新聞 2009年10月25日閲覧
220. ↑  「川崎を羽田とハイテクで発展させる」3選の阿部市長 産経新聞 2009年10月28日閲覧
221. ↑  大接戦の苦しい勝利 神戸市長選 産経新聞 2009年10月27日閲覧
222. ↑  臨時国会の26日召集を閣議決定 早くも「守りの国会」？ 産経新聞 2009年10月26日閲覧
223. ↑  【鳩山ぶら下がり】（1）所信表明「『具体性欠ける』はその通り」（26日夕） 産経新聞 2009年10月29日閲覧
224. ↑  【首相所信表明演説】「夢遊者」？ 随所に甘い認識 産経新聞 2009年10月27日閲覧
225. ↑  護衛艦と韓国籍民間船が衝突 産経新聞 2009年10月27日閲覧
226. ↑  【護衛艦衝突・炎上】事故2日前の「くらま」同乗記 海峡通過は「緊張の連続」 産経新聞 2009年10月29日閲覧
227. ↑  千葉法相：時効見直しなど諮問 毎日新聞 2009年10月29日閲覧
228. ↑  短期の海外滞在でも時効停止 最高裁が初判断 産経新聞 2009年10月29日閲覧
229. ↑  時効見直し諮問「大変ありがたい」「速やかな法改正を」 事件被害者ら 産経新聞 2009年10月29日閲覧
230. ↑  元死刑囚のDNA鑑定は誤り、飯塚事件で遺族が再審請求 産経新聞 2009年10月29日閲覧
231. ↑  飯塚事件の死刑「残念」 中井国家公安委員長 産経新聞 2009年11月5日閲覧
232. ↑  政府「日航再建対策本部」を設置 産経新聞 2009年11月20日閲覧
233. ↑  日航再建対策本部、つなぎ融資を要請 産経新聞 2009年11月20日閲覧
234. ↑  太陽光発電買い取り新制度 10年ほどで導入コスト回収 産経新聞 2009年11月1日閲覧
235. ↑  【主張】太陽光発電 負担増の理解得られるか 産経新聞 2009年11月1日閲覧
236. ↑  プルサーマルの玄海原発が臨界 産経新聞 2009年11月5日閲覧
237. ↑  【日本シリーズ】MVPは阿部 巨人が7年ぶり21度目の日本一 産経新聞 2009年11月17日閲覧
238. ↑  広島県知事に湯崎氏初当選 産経新聞 2009年11月8日閲覧
239. ↑  奈良・桜井の纒向遺跡：3世紀最大級の建物跡 卑弥呼の祭祀空間か 毎日新聞 2009年11月11日閲覧
240. ↑  “卑弥呼の柱”別の宮殿にリサイクル？ 奈良・纒向遺跡 産経新聞 2009年11月11日閲覧
241. ↑  「卑弥呼の宮殿とは時期が違う」 吉野ケ里発掘の高島氏 佐賀新聞 2009年11月10日閲覧
242. ↑  俳優の森繁久弥さん死去 産経新聞 2009年11月10日閲覧
243. ↑  【森繁さん死去】出演作上映中の映画館も追悼 産経新聞 2009年11月11日閲覧
244. ↑  市橋容疑者、大阪で身柄拘束 産経新聞 2009年11月10日閲覧
245. ↑  和歌山で浸水、一時通行止め…鉄道10万人超影響 近畿東海で大雨 産経新聞 2009年11月11日閲覧
246. ↑  【事業仕分け】さながら“公開裁判” 危うき事業見直し 産経新聞 2009年11月11日閲覧
247. ↑  【事業仕分け】総務省VS財務省 交付税縮減で攻防 産経新聞 2009年11月13日閲覧
248. ↑  【事業仕分け】計1兆円超を国庫返納 結果踏まえ来年度予算を削減へ 産経新聞 2009年11月17日閲覧
249. ↑  【事業仕分け】前半の5日間で予算カットは4千億円 埋蔵金繰り入れは9千億円 産経新聞 2009年11月18日閲覧
250. ↑  【事業仕分け】廃止、削減の嵐に業界悲鳴 景気に大打撃 産経新聞 2009年11月18日閲覧
251. ↑  【事業仕分け】スパコン判定見直しの舞台裏 見えた「仕分け」の限界 産経新聞 2009年11月22日閲覧
252. ↑  【天皇陛下ご即位20年】両陛下が会見 産経新聞 2009年11月12日閲覧
253. ↑  皇居で一般参賀 記帳に多数の祝意 むつまじい天皇ご夫妻「平和の象徴」 産経新聞 2009年11月12日閲覧
254. ↑  【天皇陛下ご即位20年】知恩院門跡「益々のご健康を」 京都事務所で記帳 産経新聞 2009年11月12日閲覧
255. ↑  【天皇陛下ご即位20年】孫の分まで…記念貨幣に長い列 産経新聞 2009年11月12日閲覧
256. ↑  「絆大切に」 天皇陛下ご即位20年で相次ぎ祝賀行事 産経新聞 2009年11月12日閲覧
257. ↑  両陛下、オバマ大統領と昼食会 産経新聞 2009年11月14日閲覧
258. ↑  荷崩れフェリー傾く、全乗客7人まず救助 三重沖で東京発沖縄行き 産経新聞 2009年11月14日閲覧
259. ↑  座礁船の撤去、めど立たず 貨物が漂流 三重沖のフェリー事故 産経新聞 2009年11月22日閲覧
260. ↑  熊野灘のフェリー座礁：原因究明へ情報収集 国交省が調査開始 /三重 毎日新聞 2009年11月15日閲覧
261. ↑  店名は「ファミリーマート」に一本化へ am/pmと会見 日本経済新聞 2009年11月13日閲覧
262. ↑  ファミマ、am/pm買収を正式発表 産経新聞 2009年11月13日閲覧
263. ↑  【オバマ大統領来日】日米両政府が核廃絶など共同声明 産経新聞 2009年11月13日閲覧
264. ↑  【オバマ大統領来日】首脳会談で環境協調を演出 それでも隔たるCOP15への思惑 産経新聞 2009年11月13日閲覧
265. ↑  【オバマ大統領来日】日米首脳会談の要旨 産経新聞 2009年11月14日閲覧
266. ↑  オバマ米大統領演説 日米同盟とアジア重視姿勢の背景 産経新聞 2009年11月14日閲覧
267. ↑  オバマ演説を読む 産経新聞 2009年11月15日閲覧
268. ↑  米大統領、予定早め離日 APEC夕食会へ 産経新聞 2009年11月14日閲覧
269. ↑  オバマ大統領「神戸ビーフ食べたい」 異例のご注文 朝日新聞 2009年11月14日閲覧
270. ↑  大阪で140年ぶり富くじ復活 お金でなく「福」当たる 共同通信 2009年11月17日閲覧
271. ↑  元祖・宝くじ、146年ぶり復活 箕面・瀧安寺 朝日新聞 2009年11月17日閲覧
272. ↑  国民新が新党日本と平沼グループに新党結成を打診 産経新聞 2009年11月16日閲覧
273. ↑  亀井氏の「保守新党」呼びかけを拒否 平沼氏 産経新聞 2009年11月20日閲覧
274. ↑  EV、無充電で東京～大阪間560キロを走破 産経新聞 2009年11月18日閲覧
275. ↑  探査機「はやぶさ」帰還に望み エンジンの運用を工夫 共同通信 2009年11月20日閲覧
276. ↑  官房機密費支出額公開 政権交代直前に2.5億円引き出しも 産経新聞 2009年11月21日閲覧
277. ↑  官房機密費の使途「前政権に聞いてくれ」平野官房長官 産経新聞 2009年11月24日閲覧
278. ↑  日本経済の現状について政府が「デフレ」宣言 11月の月例経済報告、3年5カ月ぶり 産経新聞 2009年11月21日閲覧
279. ↑  外務省に核密約裏付ける文書 保管資料調査で発見 朝日新聞 2009年11月21日閲覧
280. ↑  岡田外相、核密約を肯定へ 週明けに第三者委員会設置 産経新聞 2009年11月21日閲覧
281. ↑  日米密約で有識者委が初会合 1月中に報告書提出 産経新聞 2009年 1月28日閲覧
282. ↑  定額給付金、全市区町村で申請受付終了 札幌市最後に 産経新聞 2009年11月21日閲覧
283. ↑  「返済猶予法案」衆院通過、与党が本会議採決強行 産経新聞 2009年11月20日閲覧
284. ↑  国会正常化、12月9日まで会期延長 党首討論も実施へ 産経新聞 2009年11月24日閲覧
285. ↑  国会が正常化 自民、公明が審議に復帰 産経新聞 2009年11月26日閲覧
286. ↑  参院委で肝炎対策基本法案など可決、自民党は審議拒否を再開 産経新聞 2009年11月28日閲覧
287. ↑  衆院本会議、12月4日までの会期延長を議決 与党の賛成多数で 産経新聞 2009年11月30日閲覧
288. ↑  【高円寺ビル火災】「早く逃げろ！」階段に殺到、窓から飛び降り…パニックの現場 産経新聞 2009年11月22日閲覧
289. ↑  【事業仕分け】第2ラウンドが再開 産経新聞 2009年11月24日閲覧
290. ↑  【事業仕分け】エコポイント関連モデル事業は廃止 産経新聞 2009年11月25日閲覧
291. ↑  補助金続々廃止の中 トラック業界への交付金は「温存」へ 産経新聞 2009年11月27日閲覧
292. ↑  【事業仕分け】「見送り」に不満 経産政務官が“予算再要求宣言” 産経新聞 2009年11月27日閲覧
293. ↑  【事業仕分け】中小企業対策にもメス 「ものづくり補助」見送り 産経新聞 2009年11月27日閲覧
294. ↑  【事業仕分け】1・6兆円超の財政効果 74事業に「廃止」判定 産経新聞 2009年11月27日閲覧
295. ↑  【事業仕分け】「重要な教育なのに」 交響楽団の教育現場派遣事業「縮減」 産経新聞 2009年11月28日閲覧
296. ↑  長妻厚労相が事業仕分けに異議 産経新聞 2009年11月29日閲覧
297. ↑  事業仕分けでの「産学官連携廃止」に批判声明 33知事「十分な検証ない」 産経新聞 2009年11月30日閲覧
298. ↑  名護市沖で39の新種甲殻類 普天間移設予定地にも 共同通信 2009年11月25日閲覧
299. ↑  名護沖のアオサンゴが白化 近くに普天間移設予定地 共同通信 2009年11月25日閲覧
300. ↑  エビ・カニ新種、一挙39種 沖縄、辺野古近くの大浦湾 朝日新聞 2009年11月25日閲覧
301. ↑  原始的な角竜類の化石発見 国内初  兵庫・篠山 産経新聞 2009年11月27日閲覧
302. ↑  外為・株式：東京外為 円高、一時86円台 14年4カ月ぶり--ドル全面安 毎日新聞 2009年11月27日閲覧
303. ↑  外為17時 円、大幅続伸し86円台後半 一時は86円29銭近辺に上昇 日本経済新聞 2009年11月27日閲覧
304. ↑  ドバイショック直撃 円一時84円台、東京株9000円割れ迫る 産経新聞 2009年11月27日閲覧.
305. ↑  藤原京跡で大極殿囲む回廊跡と溝跡出土 奈良・橿原市 産経新聞 2009年11月28日閲覧.
306. ↑  【新型インフル】新潟の病院で同病室から複数のタミフル耐性患者 全国初 産経新聞 2009年11月27日閲覧.
307. ↑  10月の失業率 3カ月連続で改善 産経新聞 2009年11月27日閲覧.
308. ↑  平野官房長官、イエメン拉致事件解決を歓迎 産経新聞 2009年11月27日閲覧.
309. ↑  「ああーもう、ぐっときた」 イエメン拉致の真下さんが帰国会見 産経新聞 2009年11月27日閲覧.
310. ↑  H2Aロケット打ち上げ成功 北監視の情報衛星搭載 産経新聞 2009年11月28日閲覧.
311. ↑  肝炎対策基本法など可決、参院本会議 産経新聞 2009年11月30日閲覧.
312. ↑  原爆基金法案が参院通過 衆院でも可決、成立へ 産経新聞 2009年11月30日閲覧.
313. ↑  日本は蘭、カメルーンが同組 日刊スポーツ 2009年12月5日閲覧
314. ↑  政令市会長に神戸市長選出  初の選挙、名古屋市長破る 神戸新聞 2009年12月25日閲覧
315. ↑  梅雨明け：中国、北陸「特定せず」--気象庁 毎日新聞 2009年9月5日閲覧
316. ↑  近畿と東海で梅雨明け 観測史上最も遅い発表 産経新聞 2009年8月3日閲覧
317. ↑  九州北部、中国、北陸で いずれも平年より遅く 毎日新聞 2009年8月4日閲覧
318. ↑  東北、今年は梅雨明けなし 6年ぶり…グズグズ天気のまま秋へ 産経新聞 2009年11月7日閲覧
319. ↑  夏短し、秋の気配 実りの季節も野菜高騰の危機 産経新聞 2009年9月2日閲覧
320. ↑  9月は記録的少雨 降水量の最少記録、仙台など更新 朝日新聞 2009年10月2日閲覧
321. ↑  台風2年ぶり上陸で多雨に 10月の天候まとめ 産経新聞 2009年11月7日付
322. ↑  太平洋側で降水量多め、寒暖の差大きく 気象庁10月天候まとめ 日本経済新聞 2009年11月7日付
323. ↑  山陰から九州北部で黄砂＝10月の観測17年ぶり－気象庁 時事通信 2009年11月7日閲覧
324. ↑  黄砂：もやもや 県内、10月観測17年ぶり 毎日新聞 2009年11月7日閲覧
325. ↑  1時間に90ミリ以上の「猛烈な雨」 土砂崩れの山口県 産経新聞 2009年8月2日閲覧
326. ↑  【九州・中国集中豪雨】1時間に100ミリ、観測史上最高を記録 産経新聞 2009年8月2日閲覧
327. ↑  【九州・中国集中豪雨】篠栗町の母娘救出、大雨で見合わせ 産経新聞 2009年7月27日閲覧
328. ↑  【台風9号】関東の鉄道、高速道路に大幅な乱れ 産経新聞 2009年8月10日閲覧
329. ↑  【台風9号】兵庫・佐用で3遺体発見 豪雨の死者18人に 産経新聞 2009年8月12日閲覧
330. ↑  1都3県 112人けが 静岡で震度6弱 寸断東名 あす復旧 東京新聞 2009年8月18日閲覧
331. ↑  【静岡地震】東名高速が全面開通 地震から5日ぶり 産経新聞 2009年8月18日閲覧
332. ↑  地震で停止の浜岡原発、9月上旬にも順次再開へ 読売新聞 2009年8月18日閲覧
333. ↑  【静岡地震】新幹線始発から一時ストップ 東名高速で崩落も 帰省客一時足止め 産経新聞 2009年8月18日閲覧

### プレスリリース
1. ↑  番組の録画転送は適法＝テレビ局が逆転敗訴-知財高裁 時事ドットコム 2009年1月27日付
2. ↑  「かんぽの宿」譲渡案、事実上凍結＝「ひとまず横に置く」-西川日本郵政社長 時事ドットコム 2009年1月29日付
3. ↑  中原誠十六世名人が引退へ 日本将棋連盟プレスリリース
4. ↑  海上自衛隊派遣、武器使用判断は現場にしわ寄せ＝「過剰防衛」の懸念も 時事ドットコム 2009年3月13日付. 2009年3月14日閲覧.
5. ↑  母親と同居男らを逮捕＝奈良の墓地に遺体-小4女児、遺棄容疑・大阪府警 時事ドットコム 2009年4月24日付. 2009年4月24日閲覧.
6. ↑  地上デジタルテレビ放送に関する浸透度調査の結果（PDF）、総務省 報道資料
7. ↑  新型インフル、47人の停留解除＝隔離1週間、感染恐れなし-厚労省 時事ドットコム 2009年5月15日付. 2009年5月17日閲覧.
8. ↑  三菱パークビルディング着工のお知らせ 三菱地所プレスリリース
9. ↑  国内感染、高校生8人に＝神戸2校で、大阪9人濃厚-拡大の恐れ・厚労省 時事ドットコム 2009年5月17日付. 2009年5月17日閲覧.

### 公式発表
1. ↑  横浜市記者発表資料：2010年APEC（アジア太平洋経済協力）首脳会議開催地が横浜に決定しました 2009年3月25日閲覧
2. ↑  新広島市民球場 広島市役所公式サイト
3. ↑  放送サービス終了のお知らせ モバイル放送公式サイト 2009年3月31日付. 2009年4月1日閲覧.
4. ↑  門司港レトロ観光列車「潮風号」公式サイト
5. ↑  国立民俗学博物館告知 国立民俗学博物館ホームページ
6. ↑  核不拡散・核軍縮に関する国際委員会（ICNND） 外務省 2009年10月30日閲覧
7. ↑  天皇陛下御在位20年慶祝行事等 内閣総理大臣官邸公式サイト
8. ↑  天皇陛下御即位二十年をお祝いする国民祭典のご案内 天皇陛下御即位二十年奉祝委員会
9. ↑  オバマ大統領、アジア政策について演説 在日アメリカ大使館 2009年11月16日閲覧
10. ↑  月例経済報告関係資料 内閣府 2009年11月21日閲覧
11. ↑  悪質商法などの消費者被害を防ぐため 特定商取引法と割賦販売法が改正されました 内閣府大臣官房政府広報室 2009年12月1日閲覧.
12. ↑  新語・流行語大賞 2009 ノミネート語（ユーキャン新語・流行語大賞 公式サイト）